# Amerikanische Jugendliteratur

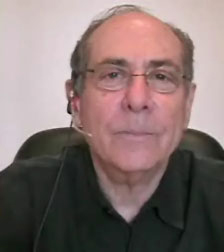
Robert Lipsyte (* 1938), einer der Pioniere der modernen amerikanischen Jugendliteratur

Die amerikanische Jugendliteratur (englisch young-adult fiction, young-adult literature, teen fiction) umfasst alle literarischen Arbeiten, die für den Buchmarkt der Vereinigten Staaten geschrieben wurden und insbesondere jugendliche Leser zwischen 12 und 18 Jahren ansprechen sollen.
Obwohl Literaturformen, die speziell an Jugendliche adressiert waren, bereits vorher existierten, entstand die amerikanische Jugendliteratur in der charakteristischen Gestalt, die sie bis heute hat, im Kontext der soziokulturellen Umwälzungen der 1960er-Jahre mit drei Entwicklungsromanen, die in ihrem Realismus der Darstellung der Erfahrungswelt zeitgenössischer Jugendlicher radikal mit dem brachen, was junge Menschen bis dahin üblicherweise zu lesen bekommen hatten: The Outsiders von Susan E. Hinton, The Contender von Robert Lipsyte und The Pigman von Paul Zindel. Die für adoleszente Leser geschriebene Literatur zeigt Jugendliche von da an immer wieder ungeschönt in der ganzen Konflikthaftigkeit und inneren Widersprüchlichkeit, die für das Alter typisch ist. Oft stehen die Protagonisten vor ganz besonderen Herausforderungen, müssen Krankheiten, psychosoziale Probleme, schwierige Familienverhältnisse, soziale Ausgrenzung, Gewalterfahrungen oder andere Extremsituationen durchmachen, und zeigen gleichzeitig, dass man daran nicht in jedem Fall zerbricht, sondern auch resilient werden und reifen kann.

## Der Begriff „Jugendliteratur“, Abgrenzung
Eine autoritative Definition des Begriffes Young-Adult Literature hat 1980 der amerikanische Literaturwissenschaftler und zeitweilige Präsident des National Council of Teachers of English G. Robert Carlsen gegeben:

“Young-adult literature is literature wherein the protagonist is either a teenager or one who approaches problems from a teenage perspective. Such novels are generally of moderate length and told from the first person. Typically, they describe initiation into the adult world, or the surmounting of a contemporary problem forced upon the protagonist(s) by the adult world. Though generally written for a teenage reader, such novels – like all fine literature – address the entire spectrum of life.”

„Jugendliteratur ist Literatur, in der der Protagonist entweder ein Teenager ist oder jemand, der sich Problemen aus der Perspektive eines Teenagers nähert. Solche Romane sind gewöhnlich von mittlerer Länge und werden von einem Ich-Erzähler erzählt. Sie beschreiben typischerweise die Einführung in die Welt der Erwachsenen, oder die Überwindung eines zeittypischen Problems, das dem/den Protagonisten von der Erwachsenenwelt aufgezwungen wird. Obwohl sie gewöhnlich für Teenager geschrieben sind, befassen sich solche Romane – wie jede Hochliteratur – mit dem gesamten Spektrum des Lebens.“

Die Jugendliteratur unterscheidet sich von der Erwachsenenliteratur darüber hinaus auch in ihrem Gebrauch der narrativen Mittel. Während die Erzähler in der letztgenannten häufig aus distanzierter oder gar allwissender Perspektive berichten, überwiegt in der Jugendliteratur heute ein sehr direktes Erzählen des in diesem Augenblick sich Ereignenden; oft ist dieses Erzählen jedoch lyrischer Art, nämlich weniger auf das äußere Geschehen selbst, sondern vielmehr darauf ausgerichtet, was der Erzähler angesichts des Geschehens fühlt und denkt.
Als Young-Adult Fiction oder Teen Fiction wird im Englischen diejenige Literatur bezeichnet, die für junge Leser zwischen 12 und 18 Jahren bestimmt ist. Sie wird im englischsprachigen Raum von der Middle-Grade Fiction unterschieden, deren Zielgruppe zwischen 9 und 14 Jahren alt ist. Hintergrund dieser Unterscheidung ist die horizontale Gliederung des amerikanischen Schulsystems in Middle School („middle grades“, für die 11- bis 13-Jährigen) und High School (für die 14- bis 18-Jährigen). Unter Autoren gilt heute die Faustregel, dass die Protagonisten von Young-Adult Fiction zwischen 15 und 19 Jahren alt sein sollten, während Literatur, deren Hauptfiguren jünger sind, tendenziell als Middle Grade Fiction einzustufen sei.
Ein ganz junges Segment auf dem amerikanischen Buchmarkt, das 2009 erstmals beschrieben wurde, ist die New Adult Fiction: Literatur für die 18- bis 30-Jährigen. Anders als bei der Young-Adult Fiction handelt es sich bei der New Adult Fiction meist um serielle Literatur, die hauptsächlich von Frauen für Frauen geschrieben wird. Einschlägige Autorinnen sind u. a. Jennifer L. Armentrout, Gemma Burgess, Cora Carmack, Katy Evans, Colleen Hoover, Elle Kennedy, Sarah J. Maas, Jamie McGuire, Jessica Sorensen und Tammara Webber.

## Geschichte der amerikanischen Jugendliteratur

### Traditionsgenres

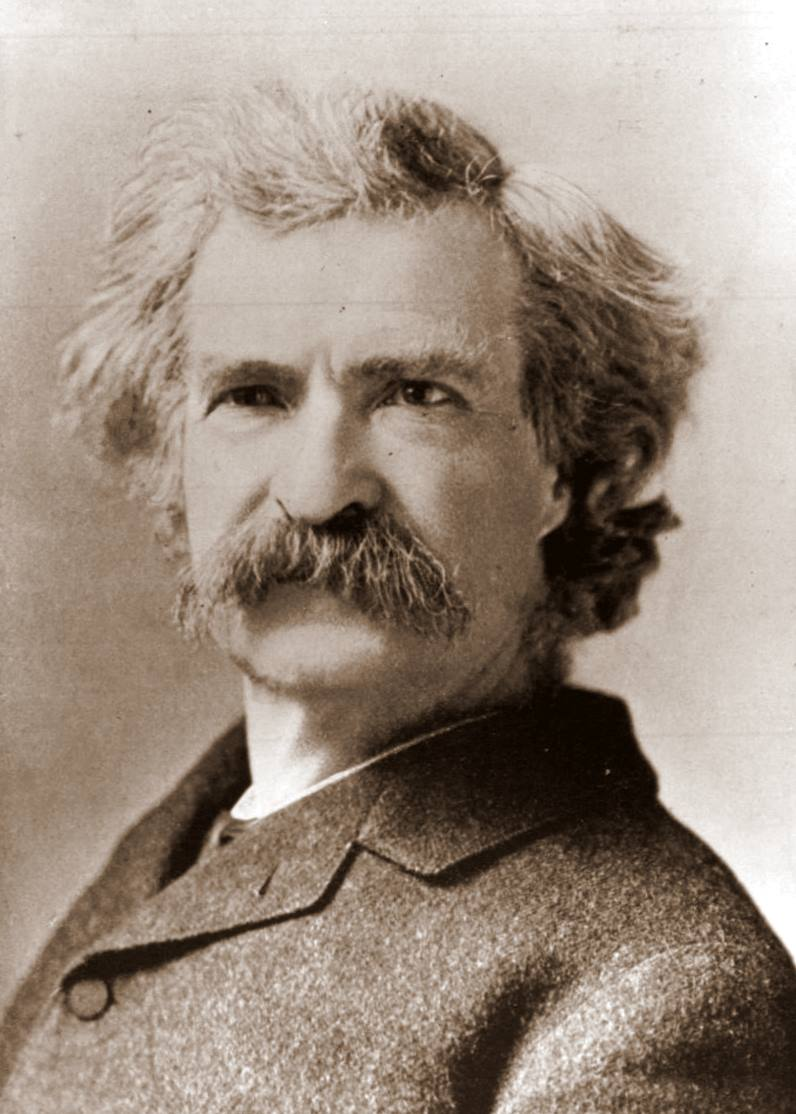
Mark Twain (1884). Sein Titelheld Huckleberry Finn zählt zu den berühmtesten Teenagern der amerikanischen Literaturgeschichte.

Die moderne amerikanische Jugendliteratur („Young-Adult Fiction“) erhielt ihre heutige, durch ihren Realismus und ihre „brisanten“ Themen geprägte Gestalt in den späten 1960er-Jahren. Literatur, die adoleszente Leser besonders ansprach oder sogar speziell an sie gerichtet war, existierte jedoch schon lange vorher. Zu den wichtigsten Genres zählte unter anderem Entwicklungsromane, Geschichtsromane, Action-orientierte Romane und Pferderomane.
Entwicklungsromane
Literarische Werke, die den hier aufgeführten Definitionskriterien für Jugendliteratur entsprechen, entstanden als Entwicklungsromane in den Vereinigten Staaten bereits im 19. und in der ersten Hälfte des 20. Jahrhunderts. Zu den berühmtesten Beispielen zählen Louisa May Alcotts Little Women (1868/1869), Mark Twains Adventures of Huckleberry Finn (1884/1885), Theodore Dreisers An American Tragedy (1925), Betty Smiths A Tree Grows in Brooklyn (1943), J. D. Salingers Erstlingsroman The Catcher in the Rye (1951) und Saul Bellows Die Abenteuer des Augie March (1953). Von den 1970er-Jahren an bildet dieses Genre mit seinem ausgeprägten Realismus und seinem häufigen Verzicht auf konventionelle Elemente wie z. B. ein vorhersehbares Happy End den Grundstock der Entwicklungsromane, die gezielt für adoleszente Leser geschrieben wurden.
Geschichtsromane
Ein zweites traditionsreiches literarisches Genre, das schon früh genutzt wurde, um gezielt junge Leser anzusprechen, war der Geschichtsroman. Eine große Anzahl von Beispielen findet sich von 1922 an in den Bestenlisten der Association for Library Service to Children (ALSC), die in den ersten Jahrzehnten ihres Bestehens Anstrengungen, Geschichtswissen auf lebendige und unterhaltende Weise zu vermitteln, besonders gefördert hat. Geschichtsromane haben sich in der amerikanischen Jugendliteratur stets leicht behaupten können, und bis heute erreichen Spitzenautoren wie Karen Cushman, Karen Hesse, Laurie Halse Anderson, Ruta Sepetys und Gene Luen Yang ein weites Publikum.
Abenteuer-, Western-, Science-Fiction- und Kriminalromane
Ebenso wie im deutschsprachigen Raum männliche Teenager lange Zeit Romane von Karl May verschlungen haben, waren auch bei jungen Amerikanern bis zur Entstehung der Young-Adult Fiction Romane beliebt, die starke Action-Elemente enthielten, wie die Tarzan- und die Barsoom-Reihe (beide ab 1912) von Edgar Rice Burroughs, Riders of the Purple Sage (1912) von Zane Grey, The Ox-Bow Incident (1940) von Walter Van Tilburg Clark und Shane (1949) von Jack Schaefer. Populäre Krimihelden waren Nick Carter, Diamond Dick, Frank Merriwell und Old King Brady. Ein großer Teil dieser Literatur war serieller Natur und erschien in Form von Pulp-Magazinen oder Dime novels.
Pferdegeschichten
Ausgehend von britischen Vorbildern wie Black Beauty (1877) von Anna Sewell und National Velvet (1935) von Enid Bagnold, das 1944 in den USA unter demselben Titel mit der 12-jährigen Elizabeth Taylor in der Hauptrolle als Filmadaption erschien, wurden für junge Leser geschriebene Pferderomane auch in den USA beliebt. Dort standen Pferde anfangs zumeist im Mittelpunkt von Wildwestromanen (Will James: Smoky the Cow Horse, 1926; Thomas C. Hinkle: Black Storm, 1929; John Steinbeck: The Red Pony, 1937; Mary O’Hara: My Friend Flicka, 1941; Walter Farley: The Black Stallion, 1941; Marguerite Henry: Justin Morgan Had a Horse (1945) und Misty-Serie (ab 1947); Stephen Holt: Wild Palomino, 1946; Dorothy Potter Benedict: Pagan the Black, 1960; Joseph E. Chipperfield: Checoba, 1964; Albert G. Miller: Fury, 1959; Meindert DeJong: A Horse Came Running, 1970).
Eines der ersten Pferdebücher, die speziell Mädchen ansprachen, war The Gypsy Bridle (1930) von Lenora Mattingly Weber; der Erfolg war so groß, dass Weber weitere, ähnliche Bücher folgen ließ. Demselben Rezept folgten später Dorothy Lyons (Silver Birch, 1939), Betty Cavanna (Spurs for Suzanna, 1947), Patsey Grey (Heads Up!, 1956) und Janet Randall (Saddles for Breakfast, 1961). William Corbin (Horse in the House, 1964), Sam Savitt (True Horse Stories, 1970), und Patricia Leitch (For Love of a Horse, 1976) veröffentlichten ganze Pferdebuchserien. Wie die Beispiele der Phantom-Stallion-Serie (2002) von Terri Farley und von Linda Bensons Roman The Girl Who Remembered Horses (2011) zeigen, hat das Genre der Pferdegeschichten für junge Mädchen bis heute überdauert.

### Wandel des Schulsystems und Entstehung der Teenagerkultur

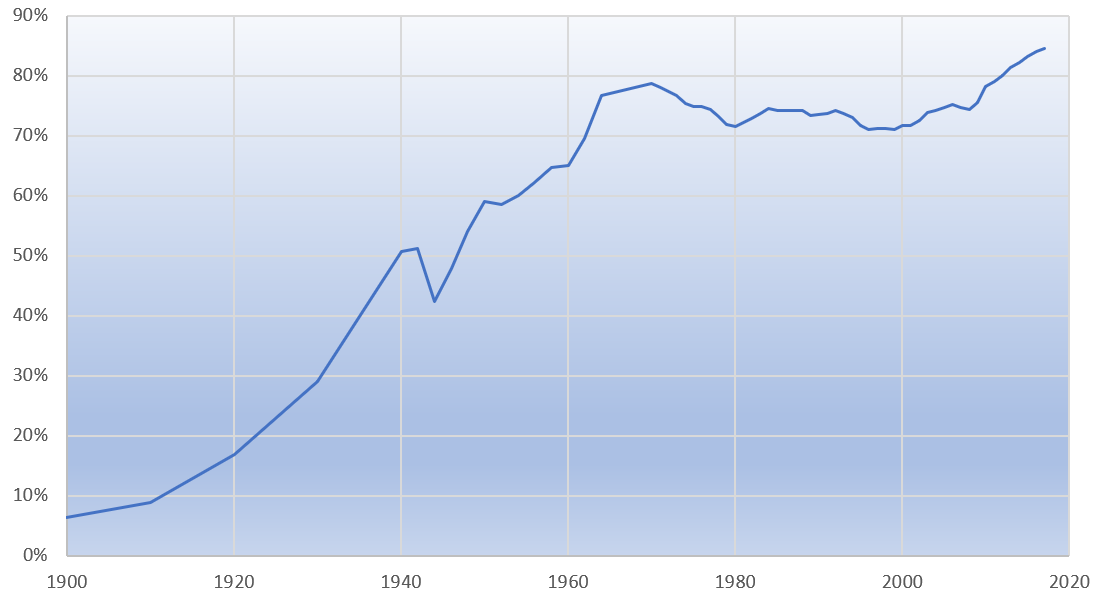
Entwicklung des Anteils der jungen Amerikaner, die die High School absolvieren, von 1900 bis 2017

Obwohl die Bezeichnung Teenager (für junge Menschen zwischen 13 und 19 Jahren) sich im Englischen vereinzelt bereits in den 1910er-Jahren nachweisen lässt, ging sie erst um 1940 in den allgemeinen Wortschatz über. Zu den Hintergründen der Entstehung einer selbstständigen amerikanischen Jugendkultur zählt die von der Weltwirtschaftskrise verursachte Massenarbeitslosigkeit, in deren Folge mehr Jugendliche als je zuvor die High School besuchten. Da diese Generation über Taschengeld bzw. über Einkommen aus Gelegenheitsjobs verfügte, wurde sie auch früh von der Wirtschaft als Zielgruppe identifiziert, die für die jugendliche Zielgruppe Radioprogramme und Filme zu produzieren begann. 1941 kam die erste Teenagerzeitschrift – Calling All Girls – auf den Markt; das Produkt, das hauptsächlich Comics enthielt, wurde 1949 schon wieder eingestellt. Weitaus mehr Erfolg war der Mädchenzeitschrift Seventeen beschieden, die ihr Debüt im Jahre 1944 hatte und eine ganze Bandbreite von Themen behandelte, die junge Frauen interessieren. Weil die Redaktion Zeitströmungen stets aufgriff, ist Seventeen bis in die Gegenwart Marktführer geblieben.
Neben Zeitschriften lasen die jungen Frauen dieser Generation auch Junior Novels, ein neu geschaffenes Genre leichter Liebesromane (siehe weiter unten), die den Lebensstil der Teenager in der Malt Shop Era widerspiegelten. Wie das Beispiel von Amelia Elizabeth Walden zeigt, entstand jedoch bereits in dieser Zeit auch hochwertige Jugendliteratur. Angefangen mit Gateway (1946) veröffentlichte Walden bis in die 1970er-Jahre gut 40 Teenagerromane, die ihrer überwiegend weiblichen Leserschaft mehr als nur oberflächliche Unterhaltung boten.

#### Lektürebedarf der High Schools
Die Herausbildung einer speziellen Jugendliteratur folgte jedoch nicht allein den Gesetzen des Buchmarktes. Nach dem Umbau des Schulsystems hatten auch die High Schools zunehmenden Bedarf an Lesematerialien, die für 14- bis 18-Jährige geeignet waren. Noch nie zuvor in der Geschichte des Landes hatten so viele Jugendliche qualifizierten Literaturunterricht erhalten. Die Hochliteratur schien für die Verwendung im Englischunterricht oft jedoch ungeeignet. So schrieb der Literaturwissenschaftler Reed Smith 1935: „High-School-Schüler sind geistig und emotional für Hochliteratur noch nicht reif. […] Es ist besser für einen Jungen, Nick Carter oder Frank Merriwell zu lesen, als gar nicht zu lesen, und es ist viel besser für ihn, Tarzan of the Apes und The Shepherd of the Hills zu lesen und sie zu mögen, als Vanity Fair und Moby Dick zu lesen und sie zu hassen.“ Seine Fachkollegin Lou L. LaBrant hatte die neue Herausforderung, die sich im Englischunterricht stellte, bereits 1931 so beschrieben: „manchmal ist es notwendig, zwischen Kinderbüchern oder Short Storys und einen Erwachsenenroman wie Silas Marner eine Zwischenstufe einzufügen.“

#### Einfluss der American Library Association (ALA)
Eine Einrichtung, die für die Entwicklung der amerikanischen Jugendliteratur mindestens ebenso wichtig war wie die Schule, ist die American Library Association. In den öffentlichen Bibliotheken hatten bereits seit den 1910er-Jahren Pionierinnen wie Mabel Williams, Margaret Scoggin und Jean Roos gewirkt, die mit den örtlichen Schulen zusammenarbeiteten und Literatur zu identifizieren versuchten, die für heranwachsende Leser besonders ansprechend und geeignet war. Margaret A. Edwards (1902–1988) verbrachte als langjährige Leiterin des Jugendbuchprogramms der Enoch Pratt Free Library in Baltimore ihr gesamtes Berufsleben damit, Teenager im Rahmen neuartiger Programme mit Büchern zusammenzubringen und Bibliothekare für die Arbeit mit adoleszenten Lesern auszubilden.
Als young adults („junge Erwachsene“) wurden Teenager im Bibliothekarsjargon bereits seit 1944 bezeichnet. Formalisiert wurde der Sprachgebrauch im Jahre 1957, als die ALA ihre neue Young Adult Services Division (YALSA) einrichtete. Jedoch fand diese Einrichtung zunächst kaum hochwertige Literatur, die für junge Leser ausreichend geeignet schienen. Zwar hatte die ALA schon seit 1930 unter dem Titel „Best Books for Young People“ alljährlich Listen mit Buchempfehlungen erstellt; in Ermangelung guter Jugendbücher wurden hier jedoch auch Titel aufgenommen, die für ein allgemeines Publikum geschrieben waren, wie Isaac Asimovs Fantastic Voyage (1966), Charles Portis’ True Grid (1968) und Ray Bradburys I Sing the Body Electric! (1969).

### Jugendkultur der 1950er- und 1960er-Jahre

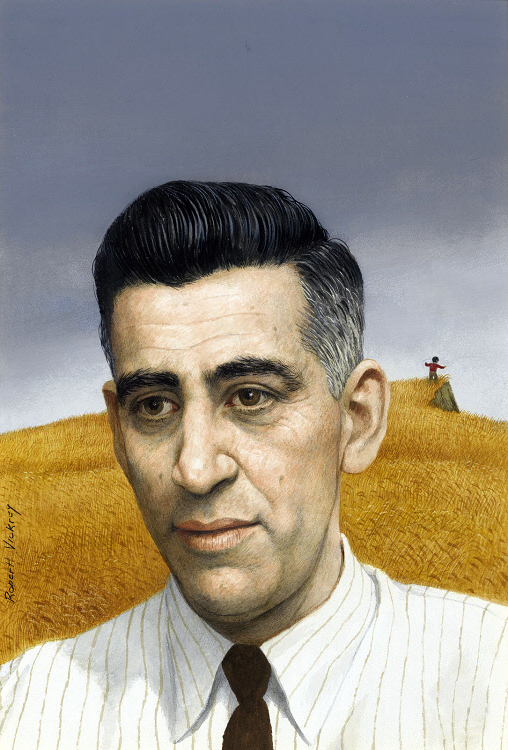
Jerome D. Salinger, Autor von The Catcher in the Rye (Illustration für ein Titelbild der Zeitschrift Time, 1961)

Der 1951 erschienene Roman The Catcher in the Rye, den sein 32-jähriger Autor J. D. Salinger eigentlich für ein erwachsenes Lesepublikum geschrieben hatte, fand bei den jüngeren Lesern große Aufmerksamkeit. Sein Protagonist war ein Teenager, der wie ein Teenager sprach und von Krisen erzählte, wie sie nur ein Teenager durchmachen kann.
Seit dem Ende des Zweiten Weltkrieges hatten viele junge Amerikaner sich zu einer Generation des Aufbegehrens formiert, die Subkulturen wie die Beatniks hervorbrachte. Die Beatniks fanden ihre Identität über die Beat-Literatur und verliehen seit Mitte der 1950er-Jahre ihrem Lebensgefühl auch über den Rock ’n’ Roll Ausdruck. Sie lehnten, wie der Historiker Stephen Petrus schrieb, „praktisch jeden Aspekt der gegenwärtigen amerikanischen Gesellschaft ab, wie zum Beispiel die traditionelle Kernfamilie, die Politik, die organisierte Religion, das Recht, die legeren Herrenanzüge der Ivy-League-Studenten, höhere Bildung und die Wasserstoffbombe.“
Im gesellschaftlichen Mainstream dagegen entbrannte um die rebellische Jugend vor allem ein Diskurs um Jugendkriminalität, die, wie moderne Kommentatoren aufgewiesen haben, ein Artefakt der Medien war und de facto im behaupteten Ausmaß gar nicht existierte. Dieser Diskurs fand seinen kulturellen Ausdruck in Romanen wie The Amboy Dukes (1947) von Irving Shulman, Knock on Any Door (1947) von Willard Motley, Duke (1949) von Hal Ellson, A Stone for Danny Fisher (1952) von Harold Robbins und The Hoods (1952) von Harry Grey alias Herschel Goldberg sowie in Hollywoodfilmen wie The Wild One (1953), The Blackboard Jungle (1955), Rebel Without a Cause (1955) und Up the Down Staircase (1967), aber etwa auch in Leonard Bernsteins Musical West Side Story (1957).
Einen weiteren großen Entwicklungsschub erlebte die amerikanische Jugendkultur in den 1960er-Jahren. Wichtigste treibende Kraft war nun die Bürgerrechtsbewegung, die in der Öffentlichkeit die Sensibilität nicht nur für die gesellschaftliche Benachteiligung der Afroamerikaner, sondern etwa auch für Frauenrechte geschärft hatte. Auch den American Dream und den in der Verfassung verankerten Freiheitsgedanken hatte die Bürgerrechtsbewegung mit neuen Deutungen belegt und gefördert. Der Vietnamkrieg polarisierte die amerikanische Bevölkerung und einte die Jungen von 1964 an unter einem gemeinsamen politischen Ziel. Establishmentkritisches, antiautoritäres und pazifistisches Gedankengut florierte. Neue gegenkulturelle Bewegungen wie die Hippiekultur entstanden, ihre jungen Mitglieder experimentierten mit Drogen und alternativen Formen des Zusammenlebens, wie Kommunen, Kollektiven und nichtehelichen Lebensgemeinschaften. Die seit 1972 für alle Amerikanerinnen verfügbare Antibabypille ermöglichte eine Liberalisierung der Sexualmoral („sexuelle Revolution“). Weitere Faktoren, die zur Formung einer Gruppenidentität der jungen Generation beitrugen, waren das Free Speech Movement, die Entstehung der Neuen Linken und die amerikanische Anti-Kernwaffen-Bewegung.
Die Umwälzungen betrafen nicht allein die Jugendkultur, sondern erstreckten sich auf die amerikanische Kultur in ihrer Gesamtheit. Im Filmbereich etwa machte der Wegfall des Hays Code (1968) die Entstehung von New Hollywood möglich, dessen erste Produktionen (Bonnie and Clyde, 1967; The Graduate, 1967; Easy Rider, 1969, MASH, 1970; Harold and Maude, 1971) die establishmentkritischen Jungen besonders ansprachen. Im meistverbreiteten Massenmedium der Zeit, dem Radio, gewann der UKW-Rundfunk an Bedeutung und brachte das Progressive-Rock-Format hervor, das Mitte der 1970er-Jahre vom AOR-Format abgelöst wurde; beide sprachen vor allem junge Hörer an. In der für Erwachsene geschriebenen Literatur entstanden gegenkulturelle Werke wie Joseph Heller: Catch-22 (1961), Ken Kesey: One Flew Over the Cuckoo’s Nest (1962), Anthony Burgess: A Clockwork Orange (1962), Truman Capote: In Cold Blood (1965), Kurt Vonnegut: Slaughterhouse-Five (1969), Philip Roth: Portnoy’s Complaint (1969), Charles Bukowski: Post Office (1971), Hunter S. Thompson: Fear and Loathing in Las Vegas (1971), Erica Jong: Fear of Flying (1973) und Robert M. Pirsig: Zen and the Art of Motorcycle Maintenance (1974).

### Entstehung der Young-Adult Fiction:The Outsiders,The ContenderundThe Pigman
| The Outsiders von Susan E. Hinton (1967) |
| Der 14-jährige Ponyboy Curtis und sein Freund Johnny sind Mitglieder einer Gang, die sich mit einer rivalisierenden Gang blutige Auseinandersetzungen liefert. Auf beiden Seiten kommen Gangmitglieder ums Leben. Ponyboy und Johnny sind an diesen Auseinandersetzungen aktiv beteiligt, retten andererseits aber auch eine Gruppe von Kindern aus einer brennenden Kirche. Johnny zieht sich bei der Rettungsaktion Verletzungen zu, an denen er später stirbt. Ponyboy gerät wegen des gewaltsamen Todes eines Mitglieds der gegnerischen Gang unter Anklage, wird als Retter der Kinder aber freigesprochen. |

| The Contender von Robert Lipsyte (1967) |
| Alfred Brooks, ein 17-jähriger afroamerikanischer Schulabbrecher in Harlem, wendet sich dem Boxsport zu und lernt dabei, dass es nicht aufs Siegen ankommt, sondern darauf, für sein Vorankommen planvoll und hart zu arbeiten. Mit vielen Rückschlägen entkommt er dabei nach und nach dem Leben, das bisher für ihn vorgezeichnet war: ein Leben in der Straßengang, das von Drogen und Beschaffungskriminalität geprägt ist. Alfred macht seinen Weg, sein bester Freund James aber wird heroinabhängig und endet nach einem Einbruch im Gefängnis. |

| The Pigman von Paul Zindel (1968) |
| Lorraine und John, zwei jugendliche Außenseiter, schließen Freundschaft mit Mr. Pignati, einem alternden Sonderling. Häufiger Treffpunkt ist der Käfig des Affen Bobo im örtlichen Zoo. Das Vertrauen, das beide Seiten zueinander gefasst haben, wird auf die Probe gestellt, als die Teenager während eines Krankenhausaufenthaltes von Mr. Pignati, an dem sie nicht ganz unschuldig waren, in dessen Haus eine wilde Party feiern, bei der auch Mr. Pignatis geliebte Sammlung von Porzellanschweinen zerstört wird. Mr. Pignati ist zutiefst enttäuscht, aber bereit, Lorraine und John bei Bobos Käfig ein weiteres Mal zu treffen. Als die drei den Käfig leer vorfinden und von Bobos Tod erfahren, erleidet Mr. Pignati einen tödlichen Herzinfarkt. |

Als Entstehungszeitpunkt der heutigen Young-Adult Fiction gelten die beiden Jahre 1967 und 1968, in denen gleich drei Werke erschienen, die sich von der traditionellen für junge Leute geschriebenen Literatur drastisch unterschieden, indem sie Themen und Formen der Hochliteratur übernahmen und auch die dunklen Seiten des Jungseins darstellten.
In der bisherigen Jugendliteratur war die Adoleszenz bis dahin fast immer als unbeschwerte, glückliche Lebensphase dargestellt worden. Die neuen Autoren brachen mit diesem Klischee und teilten die Perspektive des Schriftstellers Robert Cormier, der in einem Interview äußerte: „Die Adoleszenz ist eine so verletzende Zeit, dass die meisten von uns dieses Päckchen unser ganzes Leben mit uns herumtragen.“ Am 24. April erschien bei Viking der Roman The Outsiders von Susan E. Hinton, die zu diesem Zeitpunkt noch keine 17 Jahre alt war und damit als Autorin eines Jugendromans glaubwürdiger erschien als die meisten anderen Schriftsteller der Zeit. Das Buch handelte von den Spannungen zwischen zwei rivalisierenden Jugendgangs. Ein halbes Jahr später, im Herbst 1967 folgte bei HarperCollins der Roman The Contender von Robert Lipsyte über einen jungen Schulabbrecher, der sein eigentlich hoffnungsloses Schicksal zum Guten wendet, indem er sich gegen Drogen und Bandenmitgliedschaft entscheidet und sich dem Boxsport zuwendet. Lipsyte war Sportjournalist und bei diesem Thema darum wie Hinton außerordentlich glaubwürdig. Lipsytes Held Alfred Brooks war überdies einer der ersten afroamerikanischen Jugendlichen, die im Zentrum der Handlung eines amerikanischen Romans standen. Ein drittes Buch, das wie die beiden vorgenannten Titel zum Ausgangsbestand der neuen Young-Adult Fiction zählt, ist The Pigman (Oktober 1968, ebenfalls bei HarperCollins) von Paul Zindel. Auch hier stehen Teenager im Mittelpunkt, die von ihrer sozialen Umgebung, die sie eigentlich unterstützen sollte, aufgegeben worden sind.
Hinton hat das ungeschriebene Programm der Young-Adult Fiction prägnant zusammengefasst:

“Teenagers today want to read about teenagers today. The world is changing, yet the authors of books for teenagers are still 15 years behind the times. In the fiction they write, romance is still the most popular theme with a horse and the girl who loved it coming in a close second. Nowhere is the drive-in social jungle mentioned. In short, where is the reality?”

„Teenager von heute wollen über Teenager von heute lesen. Die Welt verändert sich, aber die Autoren von Teenagerbüchern sind 15 Jahre hinter der Zeit zurück. In der Literatur, die sie schreiben, ist Liebe immer noch das populärste Thema, dich gefolgt von einem Pferd und dem Mädchen, das dieses Pferd liebt. Nirgendwo ist der soziale Dschungel erwähnt [der für heutige Jugendliche mit dem Auto erreichbar ist]. Kurz: wo ist die Realität?“

Der Literaturhistoriker Michael Cart charakterisierte die Young-Adult Fiction als “a series of inspired exercises in iconoclasm, of taboo busting, of shibboleth shattering” (deutsch: „eine Serie inspirierter Übungen im Bildersturm und Brechen von Tabus und Konventionen“).
Auch die Handlungsführung war neu. The Pigman endet tragisch, und auch in The Contender noch The Outsiders ist das Happy End nur ein halbes. So deutet sich in The Contender zwar an, dass der Protagonist Alfred sein Leben meistern wird, der Roman schließt jedoch mit einem Ausblick nicht auf ihn, sondern auf seinen weitaus weniger glücklichen Freund James. In The Outsiders kommt zwar der Ich-Erzähler Ponyboy glimpflich davon, seine Freunde Johnny und Dally aber enden im Gefängnis bzw. werden erschossen. Solche komplexen, problematischen Handlungsausgänge waren in der älteren Jugendliteratur kaum vorgekommen, dort hatte die Handlung fast immer in ein lupenreines Happy End gemündet, wie etwa in Fifteen (1956) von Beverly Cleary, wo sich alle Missverständnisse und Konflikte, die zwischen den Figuren bis dahin bestanden haben, in Luft auflösen, weil die Protagonistin begreift, dass der Junge, in den sie verliebt ist, sie wirklich so mag, wie sie ist.
In der Hochliteratur hatten Autoren bereits in den 1920er-Jahren darauf verzichtet, Entwicklungsromane mit gefälligen Happy Ends zu besiegeln (Look Homeward, Angel); die Jugendliteratur folgten nun häufig nach, z. B. auch The Chocolate War (1974) von Robert Cormier, The Kite Runner (2003) von Khaled Hosseini, die Serie The Hunger Games (2008–2010) von Suzanne Collins und The Fault in Our Stars (2012) von John Green.

### Das „goldene Zeitalter“ der Young-Adult Fiction
Innerhalb kurzer Zeit folgten viele weitere Werke, die in puncto Realismus und Brisanz hinter The Outsiders, The Contender und The Pigman nicht zurückstanden, darunter My Darling, My Hamburger (1969) von Paul Zindel, I’ll Get There. It Better Be Worth the Trip (1969) von John Donovan, Are You There God? It’s Me, Margaret (1970) von Judy Blume und That Was Then. This Is Now (1971) von Susan E. Hinton. Im Entwicklungsroman wurden nun auch zeitgemäße Themen wie die gesellschaftliche Benachteiligung der Afroamerikaner (Virginia Hamilton: M. C. Higgins, the Great, 1974), Alkohol und andere Drogen (Go Ask Alice, 1971) oder gewalttätige Jugendgangs (Susan E. Hinton: Rumble Fish, 1975) behandelt. In die Liebesromanliteratur, die in den 1950er-Jahren noch ein idealisiertes Porträt der durchreglementierten heterosexuellen Datingkultur gewesen war, hielt das Eingeständnis Einzug, dass Teenager ein Sexualleben haben, ungewollt schwanger werden können (beides in: Forever von Judy Blume, 1975; Teenagersex in Breaking Up von Norma Klein, 1980) und sich gelegentlich auch Mitgliedern des eigenen Geschlechts zuwenden (Isabelle Holland: The Man without a Face, 1972). Familienromane zeigten nicht mehr nur heile Welt, sondern auch mit alltäglichen Mängeln behaftete, dysfunktionale und zerbrochene Familien (Marijane Meaker: Dinky Hocker Shoots Smack!, 1972).
Zu den Genres, die für Jugendliche in den 1970er-Jahren neu entdeckt wurden, zählt die Phantastik, und innerhalb dieser insbesondere die von der britischen Literatur angeregte High Fantasy. Die ersten amerikanischen Autoren, die solche Literatur gezielt für ältere Teenager schrieben, waren Ursula K. Le Guin und Lloyd Alexander. Das Subgenre zählt innerhalb der Jugendliteratur seitdem zu einem der bestverkäuflichen, und bis heute finden sich serielle, von J. R. R. Tolkien stimulierte Fantasyromane immer wieder auf den ersten Plätzen der Bestsellerlisten. Autoren wie Megan Whalen Turner, Christopher Paolini und Laini Taylor haben jedoch auch literarisch Hochwertiges vorgelegt.
Großen Einfluss auf die Entwicklung der amerikanischen Jugendliteratur hatte neben der ALA die 1911 gegründete Berufsorganisation der Englischlehrer, National Council of Teachers of English (NCTE), die eng mit den Bibliotheken zusammenarbeitet. Als ihr Ableger entstand 1973 eine Assembly on Literature for Adolescents (ALAN), die neben der ALA heute die einzige große Organisation ist, die Literaturpreise speziell für Jugendliteratur verleiht.
Während alle hier genannten Einrichtungen die Verwendung der neuen Young-Adult Fiction im Unterricht stets gefördert haben, existieren jedoch auch viele Fälle, in denen einzelne Bücher kontrovers diskutiert und von individuellen Schulen und Schuldistrikten aus den Schulbibliotheken und dem Unterricht verbannt wurden. Als das am häufigsten ausgeschlossene Buch der 1960er- und 1970er-Jahre gilt The Catcher in the Rye. Eine staatliche Buchzensur existiert in den Vereinigten Staaten nicht; das letzte Buch, das ein Verbot auf Bundesebene erlebt hat, war Fanny Hill (1748) von John Cleland gewesen.

### 1981 bis heute
Im Anschluss an das „goldene Zeitalter“ der Young-Adult Fiction entstanden verschiedene neue Formen der Jugendliteratur, wie etwa die Vampire Romance, deren früheste Beispiele um 1990 auf den Markt kamen; das neue Subgenre gipfelte 2005–2008 in der Twilight-Serie von Stephenie Meyer.
Im frühen 21. Jahrhundert erlangten dystopische Jugendromane an Beliebtheit. Oft standen diese dem Cyberpunk nahe, einer Richtung innerhalb der Science-Fiction-Literatur, die von Autoren wie Philip K. Dick und William Gibson geprägt worden war. Den Höhepunkt der dystopischen Jugendliteratur bildete in den Jahren 2008–2010 Suzanne Collins’ Hunger-Games-Trilogie, die im deutschsprachigen Raum unter dem Titel Die Tribute von Panem bekannt wurde. Im Anschluss entstanden viele weitere Dystopie-Serien anderer Autoren, die in ihrer Qualität an Collins’ Vorbild meist aber nicht herankamen.
Zu Kontroversen um individuelle Buchtitel kommt es bis in die Gegenwart. Um diesen zu begegnen, betreibt die ALA schon seit 1967 ein Office for Intellectual Freedom (OIF), in dem Einwände gegen bestimmte Publikationen gesammelt werden. Zu den am häufigsten angefochteten Elementen zählen die unverhüllte Darstellung von Sexualität, unanständige Sprache, mangelnde Eignung für die Altersgruppe sowie Gewaltdarstellungen. Jüngere Jugendbuchtitel, deren Eignung für junge Leser in Frage gestellt wurde, sind beispielsweise The Kite Runner (2004) von Khaled Hosseini, The Absolutely True Diary of a Part-Time Indian (2007) von Sherman Alexie, Thirteen Reasons Why (2007) von Jay Asher, Two Boys Kissing (2013) von David Levithan und The Hate U Give (2017) von Angie Thomas.

## Genres und Themen des amerikanischen Jugendromans
Die Genres und Themen der neuen Young-Adult Fiction sind ähnlich breit gefächert wie die amerikanische Literatur in ihrer Gesamtheit; einige Themen – wie Identität, Selbstentdeckung, Familie, Freundschaft, erste Liebe – haben für adoleszente Leser entwicklungsbedingt allerdings besondere Brisanz und sind darum prominenter vertreten als andere. Die amerikanische Jugendliteratur hat mehrere große Wellen von Phantastik und Science-Fiction erlebt, darunter besonders die High Fantasy (seit 1968), die Vampire Romance (seit 1990) und die dystopischen Romane (seit 1993). Ausgegangen ist sie jedoch von realistischen Gegenwartsromanen, und noch heute lässt die große Mehrzahl der Bücher sich dieser Kategorie zuordnen.

### Realistische Gegenwartsromane
Den Kernbestand der realistischen Gegenwartsromane bilden innerhalb der Young-Adult Fiction die Entwicklungsromane. Weitere wichtige Genres sind der Sportroman, der Familienroman, der Schulroman, der Mädchen- bzw. Frauenroman sowie solche Romane, die ethnische Diversität zum Thema haben, also etwa die Perspektive ethnischer Minderheiten und von Einwanderern.

#### Entwicklungsromane und ihre Themen

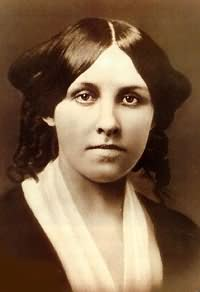
Louisa May Alcott (1857), Autorin von Little Women

Der Entwicklungsroman ist eines der ältesten Genres in der amerikanischen Jugendliteratur. In ihrem bis heute populären Mädchenroman Little Women (1868/1869) erzählt Louisa May Alcott die Geschichte unter anderem von Josephine (Jo), einem literarisch ambitionierten und nach persönlicher Unabhängigkeit strebenden Tomboy, der sich nach und nach in seine weibliche Rolle findet. Mit ihrem ausgeprägten Eigensinn, ihrem Jähzorn und ihrer Unverblümtheit war Jo, obwohl sie ihre Schriftstellerei schließlich aufgibt, in der Literatur des 19. Jahrhunderts eine sehr ungewöhnliche Mädchenfigur, die ihren Leserinnen noch heute Anregungen für selbstbewusste Weiblichkeit liefert.
Weitere Beispiele für frühe amerikanische Entwicklungsromane sind Mark Twains Adventures of Huckleberry Finn (1884/1885), Thomas Wolfes Look Homeward, Angel (1929), Margaret Mitchells Gone with the Wind (1936), Zora Neale Hurstons Their Eyes Were Watching God (1937), Betty Smiths A Tree Grows in Brooklyn (1943), Carson McCullers’ The Member of the Wedding (1946), J. D. Salingers bereits erwähntes Werk The Catcher in the Rye (1951), James Baldwins Go Tell It on the Mountain (1953), Saul Bellows The Adventures of Augie March (1954), John Knowles’ A Separate Peace (1959) und Irene Hunts Up a Road Slowly (1966). Gemeinsam ist all diesen Werken ein hochentwickelter Realismus, angefangen mit Huckleberry Finn, der in dem, was er sagt oder tut, bis ins letzte Detail der Person entspricht, die die Region und die soziale Schicht, in der sein Autor ihn verankert, hervorgebracht hätte.
Einen starken Kontrast zu den vorgenannten Werken bilden die seriellen Romane, die zur selben Zeit speziell für jugendliche Leser geschrieben wurden, wie etwa die populären Mädchenbuchreihen, die Janet Lambert in den 1940er- und 1950er-Jahren publizierte, darunter die Penny Parrish Stories (1941–1950) und die Tippy Parrish Stories (1948–1969).
Mit den drei ersten Werken der neuen Young-Adult Fiction – The Outsiders, The Contender und The Pigman – wurde die amerikanische Jugendliteratur in dem Sinne umgebaut, dass der strikte Realismus, der bisher der Hochliteratur vorbehalten war, nun auch in solchen Werken Einzug hielt, die für junge Leser geschrieben wurden. In allen drei Fällen handelte es sich um Entwicklungsromane. Auf Hintons Roman lässt die Bezeichnung „Entwicklungsroman“ sich schon allein darum anwenden, weil seine Protagonisten bei aller äußerlichen Abgebrühtheit und Rauheit im Inneren genau wie „klassische“ Entwicklungsromanhelden (Tonio Kröger, Stephen Dedalus) hochemotional und verletzlich sind. Lipsytes Held, der junge Boxer Alfred, ist für Versuchungen und Dummheiten durch und durch anfällig und entwickelt sich im Laufe der Romanhandlung dennoch zu jemandem, der weiß, wie man sich Erfolg erkämpft. Die Protagonisten in The Pigman lernen auf die harte Weise, wie wichtig Vertrauen und Verantwortung im Leben sind.

##### Psychosoziale Probleme
In vielen der neuen Jugendromane werden die Geschichten junger Menschen erzählt, die sich besonderen Herausforderungen stellen müssen, etwa psychosozialen Problemen wie der Abhängigkeit von psychoaktiven Substanzen, die seit dem Ende der 1960er-Jahre bei amerikanischen Jugendlichen zunehmend Verbreitung fanden. Schon Lipsytes Protagonist Alfred raucht Marihuana und erlebt mit, wie sein bester Freund James heroinsüchtig wird. Drogen spielen auch eine Rolle in The Pigman (1968), in dem anonym veröffentlichten, inzwischen aber Beatrice Sparks zugeschriebenen Drogentagebuch Go Ask Alice (1971) und in A Hero Ain’t Nothin’ But a Sandwich von Alice Childress (1973). Jüngere Beispiele sind der von Kerouac beeinflusste Entwicklungsroman Punkzilla (2009) von Adam Rapp über einen jugendlichen Ausreißer und Out of Reach (2012) von Carrie Arcos über eine junge Frau, die miterleben muss, wie ihr Bruder an seiner Methamphetaminabhängigkeit zugrunde geht. Wieder andere Jugendromane handeln von Alkohol- (Linnea A. Due: High and Outside 1980; Tim Tharp: The Spectacular Now, 2008) und Medikamentenabhängigkeit (Isabelle Holland: Heads You Win, Tails I Lose 1973). Introvertiertheit ist das zentrale Thema in The Perks of Being a Wallflower (1999) von Stephen Chbosky. Ein weiterer im amerikanischen Jugendroman oft behandelter Bereich sind seelische und geistige Störungen wie Anorexia nervosa (Deborah Hautzig: Second Star to the Right, 1981; Sam J. Miller: The Art of Starving, 2017), selbstverletzendes Verhalten (Alice Hoffman: Green Angel, 2003), Schizophrenie (Adele Griffin: Where I Want to Be, 2005, Neal Shusterman: Challenger Deep, 2015) und Zwangsstörung (John Green: Turtles All the Way Down, 2017).

##### Krankheiten und Behinderungen

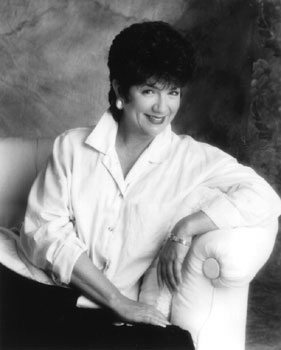
Lurlene McDaniel, Autorin von A Rose for Melinda

In vielen Jugendromanen müssen die jugendlichen Hauptfiguren sich organischen Krankheiten bzw. körperlichen Einschränkungen stellen, wie Skoliose (Judy Blume: Deenie, 1973), ICP (Jan Slepian: The Alfred Summer, 1980; Terry Trueman: Stuck in Neutral 2001), Leukämie (Lurlene McDaniel: A Rose for Melinda, 2002), dem Verlust eines Körperteils (Kelly Bingham: Shark Girl, 2007), Gehörlosigkeit (Teri Brown: Read My Lips, 2008), Krebs (David Small: Stitches, 2009; John Green: The Fault in Our Stars, 2012), Blindheit (Priscilla Cummings: Blindsided, 2010), Querschnittlähmung (Chelsie Hill: Push Girl, 2014), Morbus Crohn (Lucy Frank: Two Girls Staring at the Ceiling, 2014) oder extremen Allergien (Nicola Yoon: Everything, Everything, 2015).

##### Anderssein
In einigen Arbeiten sind die Protagonisten einfach anders als die meisten anderen, etwa als Übergewichtige (Isabelle Holland: Heads You Win, Tails I Lose 1973; K. L. Going: Fat Kid Rules the World, 2004; Caroly Mackler: The Earth, My Butt, and Other Big Round Things, 2005), aufgrund eines entstellten Gesichts (Theodore Taylor: The Weirdo, 1991), als Synästhetiker (Wendy Mass: A Mango-Shaped Space, 2003) oder durch eine geistige Behinderung (Marie-Aude Murail: Simple, 2007). Vereinzelt geht es in den jüngeren Entwicklungsromanen um die Suche nach sexueller Identität, etwa in Middlesex (2002) von Jeffrey Eugenides, der für dieses Buch 2003 mit dem Pulitzer-Preis geehrt wurde. Middlesex ist mit eigentlich für ein erwachsenes Lesepublikum konzipiert, der Ich-Erzähler – der Hermaphrodit Calliope/Cal Stephanides – ist über weite Strecken der Handlung hinweg jedoch ein Jugendlicher. In Luna (2004) von Julie Anne Peters und in If I Was Your Girl (2016) von Meredith Russo werden die Geschichten transgender Teenager erzählt. In The Serpent King (2016) von Jeff Zentner handelt es sich bei dem Protagonisten, der darum kämpft, einfach nur wie jeder andere Teenager auch behandelt zu werden, um den Sohn eines radikalen Predigers, der wegen Kinderpornografie in Haft sitzt.

##### Extremsituationen
Wieder andere Romane zeigen Teenager in Extremsituationen, in die sie durch äußere Umstände, vereinzelt aber auch durch eigenes Verschulden geraten sind. So müssen manche jugendliche Protagonisten mit dem bevorstehenden oder bereits erfolgten Tode eines Elternteils fertigwerden (Judy Blume: Tiger Eyes 1981; Isabelle Holland: Of Love and Death and Other Journeys, 1975; Paula Fox: A Place Apart, 1981; Chris Lynch: Freewill, 2004; Patrick Ness: A Monster Calls, 2011). In dem Printz-Award-Buch Where Things Come Back (2011) von John Corey Whaley verliert ein Teenager seinen Bruder. Belzhar (2014) von Meg Wolitzer und And We Stay (2014) von Jenny Hubbard handeln von jungen Frauen, die mit dem Tod ihres Liebespartners fertigwerden müssen.
In einer ganz anderen Art von Extremsituation findet sich der Protagonist von Jean Craighead Georges Roman My Side of the Mountain (1959) wieder, der von zu Hause ausreißt und in Upstate New York ohne Hilfe in einem Wald zu überleben versucht. In einer ähnlichen Situation befindet sich der Waisenjunge, von dem Ester Wier in The Loner (1963) erzählt. 1987 erschien der viel beachtete Roman Hatchet von Gary Paulsen über einen 13-Jährigen, der sich nach einem Flugzeugabsturz ganz allein in der kanadischen Wildnis durchschlagen muss. In anderen Arbeiten müssen Jugendliche „nur“ damit fertig werden, dass sie als Migrantenkinder in ein fremdes Land verpflanzt werden (Jessie Ann Foley: The Carnival at Bray, 2014).

##### Gewalterfahrungen
Eine Extremsituation, die in der amerikanischen Jugendliteratur besonders häufig vorkommt, sind Erfahrungen von Zwang und Gewalt. Bereits in den ersten beiden Werken der neuen Young-Adult Fiction – The Outsiders und The Contender – spielen Rivalitäten gegnerischer Gangs eine zentrale Rolle. Die Autorin von The Outsiders, Susan E. Hinton, nahm das Thema in Rumble Fish (1975) erneut auf. Walter Dean Myers hat über Ganggewalt unter afroamerikanischen Jugendlichen gleich mehrere Romane geschrieben, darunter Scorpions (1988) und Autobiography of My Dead Brother (2005). Long Way Down (2017) von Jason Reynolds hat dasselbe Thema. Ein wiederkehrendes Thema ist der gegen Afroamerikaner gerichtete Rassenhass, wie er bereits früh z. B. in Words By Heart (1979) von Ouida Sebestyen dargestellt wird. Ein sehr erfolgreiches Beispiel aus der jüngeren Zeit ist The Hate U Give (2017) von Angie Thomas; aus der Perspektive der Kindheitsfreundin wird hier die Geschichte des jungen Afroamerikaners Khalil erzählt, der von einem weißen Polizeibeamten erschossen wird. Hintergrund dieses Romans sind Fälle von Polizeigewalt gegen afroamerikanische Jugendliche, wie der Todesfall Michael Brown (2014), die in den USA unter anderem zur Gründung der Initiative Black Lives Matter geführt haben.
Um 1990 nahm in den USA das Bewusstsein für die alltägliche Gewalt gegen individuelle Personen in Schule und Beruf (Mobbing; engl. Bullying) zu; viele Schulen haben seitdem umfangreiche Anti-Mobbing-Programme implementiert. Auch in einigen Jugendromanen wurde das Thema aufgegriffen, etwa in Crazy Lady! (1993) von Jane Leslie Conly, Fade to Black (2005) von Alex Flinn, Thirteen Reasons Why (2007) von Jay Asher und Jumped (2009) von Rita Williams-Garcia. Bereits 1974 hatte Robert Cormier mit The Chocolate War zum Thema Schulmobbing einen modernen Klassiker beigetragen.
Von sexuellem Missbrauch, Vergewaltigung und Date Rape handeln Speak (1999) von Laurie Halse Anderson, Learning to Swim (2000) von Ann Turner, You Don’t Know Me (2001) von David Klass, Inexcusable (2007) von Chris Lynch, All the Rage (2014) von Courtney Summers und A Heart in a Body in the World (2018) von Deb Caletti.

##### Soziale Benachteiligung
Tradition haben im amerikanischen Jugendroman auch Geschichten über junge Menschen, die unter wirtschaftlich schwierigen Bedingungen aufwachsen, denen sie zu entfliehen suchen. Bereits 1868 hatte Horatio Alger seinen Roman Ragged Dick über einen New Yorker Straßenjungen veröffentlicht, der durch Fleiß, Ehrlichkeit und Hilfsbereitschaft den Aufstieg in die Mittelklasse schafft. Ein Beispiel aus dem „goldenen Zeitalter“ der Young-Adult Fiction ist The Whys and Wherefores of Littabelle Lee (1973) von Vera und Bill Cleaver, dessen Titelfigur, eine 16-jährige Waise, in desperaten Zeiten vor die Aufgabe gestellt wird, ihre Großeltern versorgen zu müssen. Die Young-Adult Fiction umfasst heute eine ganze Anzahl von Arbeiten, die Themen wie Armut (Daniel Kraus: Rotters, 2011; Rainbow Rowell: Eleanor & Park, 2012), Obdachlosigkeit (Coe Booth: Tyrell, 2006; Joan Bauer: Almost Home, 2012), Jugendstrafvollzug (Walter Dean Myers: Monster, 1999; Stephanie S. Tolan: Surviving the Applewhites, 2002; Walter Dean Myers: Lockdown, 2010) und ungleiche Bildungschancen (Virginia Euwer Wolff: Make Lemonade, 1993) behandeln.

##### Sozialer Aufstieg
In der Reihe The Inheritance Games der US-amerikanischen Autorin Jennifer Lynn Barnes wird die aus ärmlichen Verhältnissen stammende Protagonistin unerwartet als Erbin eines Milliardenvermögens eingesetzt und muss sich zahlreichen Herausforderungen stellen, die mit diesem extremen sozialen Aufstieg verbunden sind.

##### Religiöse Standortbestimmung
Viele Werke der Young-Adult Fiction spiegeln die große Bedeutung wider, die die Themen Glauben und Religion für die Selbstfindung junger Amerikaner haben. Dies gilt etwa für A Fine White Dust (1986) von Cynthia Rylant. Im Mittelpunkt dieses Romans steht der 13-jährige Pete, der in der Begegnung mit einem charismatischen, aber unaufrichtigen evangelikalen Prediger lernt, dass der wahre Glaube nicht in Formalismen, sondern viel tiefer liegt. Auch in Godless (2004) von Pete Hautman geht es um einen Teenager, der mit seinem Glauben ringt.
Eine ganz andere Art von Antwort haben bestimmte weitere Autoren auf das Bedürfnis ihrer jungen Leser nach religiöser Standortbestimmung. Hier seien vor allem Tim LaHaye – ein evangelikaler Christ und ehemaliger Baptisten-Prediger – und der Schriftsteller Jerry B. Jenkins genannt. Ihre gemeinsame Left-Behind-Serie (1995ff) erzählt vom Ende der Welt, wie es der dispensationalistischen Auslegung der christlichen Eschatologie entspricht. Die Buchserie wurde in den USA auch innerhalb der christlichen Öffentlichkeit kontrovers diskutiert, einige Bände erreichten jedoch Millionenauflagen.

#### Sportromane
Der immensen Bedeutung entsprechend, die der Sport für viele junge Amerikaner hat, spielt dieses Thema auch in der für Jugendliche geschriebenen Literatur häufig eine große Rolle, beginnend mit Werken wie Iron Duke (1938) von John R. Tunis über einen jungen Leichtathleten, der ein Studium in Harvard beginnt. Lipsytes literaturhistorisch wichtiges Buch The Contender (1967) brach mit den Konventionen des Genres insofern, als sein Protagonist kein strahlender Siegertyp, sondern durchaus schwach und unvollkommen war und sich seine Boxerkarriere hart erarbeiten musste. In Center Field (2010) ging Lipsyte noch weiter und wies auch die dunklen Seiten des Sports auf: die „Jock-Kultur“ mit ihrem Rassismus, ihrer Homophobie, ihrem Sexismus, Doping, sowie übereifrigen Trainern, Geschäftsleuten und Eltern.
Weitere Beispiele für literarisch anspruchsvolle oder kommerziell erfolgreiche Sportlerromane für Jugendliche sind Hoops (1981) von Walter Dean Myers, Second Stringer (1998) von Thomas J. Dygard, Dairy Queen (2006) von Catherine Gilbert Murdock, Crackback (2005) von John Coy und The Boys in the Boat (2015) von Daniel James Brown. In The Running Dream (2011) erzählt Wendelin Van Draanen die Geschichte einer 16-Jährigen, die das Laufen auch nicht aufgibt, als sie bei einem Autounfall ein Bein verliert.

#### Freundschaftsromane
Freundschaft ist in der amerikanischen Jugendliteratur ein Traditionsthema und spielt bereits in den Arbeiten von Mark Twain eine Rolle. Eine Neuerung der Young-Adult Fiction waren Romane, in denen auch komplizierte und dysfunktionale Freundschaften gezeigt wurden, wie The Best Lies (2019) von Sarah Lyu, in dem die beste Freundin der Protagonistin deren Freund erschießt. Das Thema der Peergroup erlangt in der neuen Young-Adult Fiction große Bedeutung, beginnend mit The Outsiders, wo die Gleichaltrigen in Gestalt der Jugendgang erscheinen. Wie das Beispiel von Catherine Brutons Buch I Predict a Riot (2014) zeigt, ist die Gang aus der Jugendliteratur nie vollständig verschwunden.
Dass die Peergroup auch etwas Positives sein kann, hat u. a. Ann Brashares in ihrer Bestseller-Romanserie The Sisterhood of the Traveling Pants (2001ff) deutlich gemacht. Jüngere Beispiele für Geschichten von Freundschaft sind der Versroman Keesha’s House (2003) von Helen Forst, Skinny (2012) von Donna Cooner, We Are Okay (2017) von Nina LaCour und When the Truth Unravels (2019) von RuthAnne Snow.

#### Familiengeschichten
Familie war in der amerikanischen Kinder- und Jugendliteratur traditionell ein behüteter Raum gewesen, in dem junge Menschen bis zum Flüggewerden mehr oder weniger sorglos heranwachsen konnten (Louisa May Alcott: Little Women, 1868/1869; Laura Ingalls Wilder: Little House on the Prairie, 1870–1894; Sarah Lindsay Schmidt: New Land, 1933). Noch 1969 veröffentlichten Bill and Vera Cleaver einen Roman Where the Lilies Bloom, in dem eine 14-Jährige ihrem sterbenden Vater verspricht, seinen Tod geheim- und die Geschwister zusammenzuhalten. Das Buch wurde für einen National Book Award nominiert und von United Artists verfilmt.

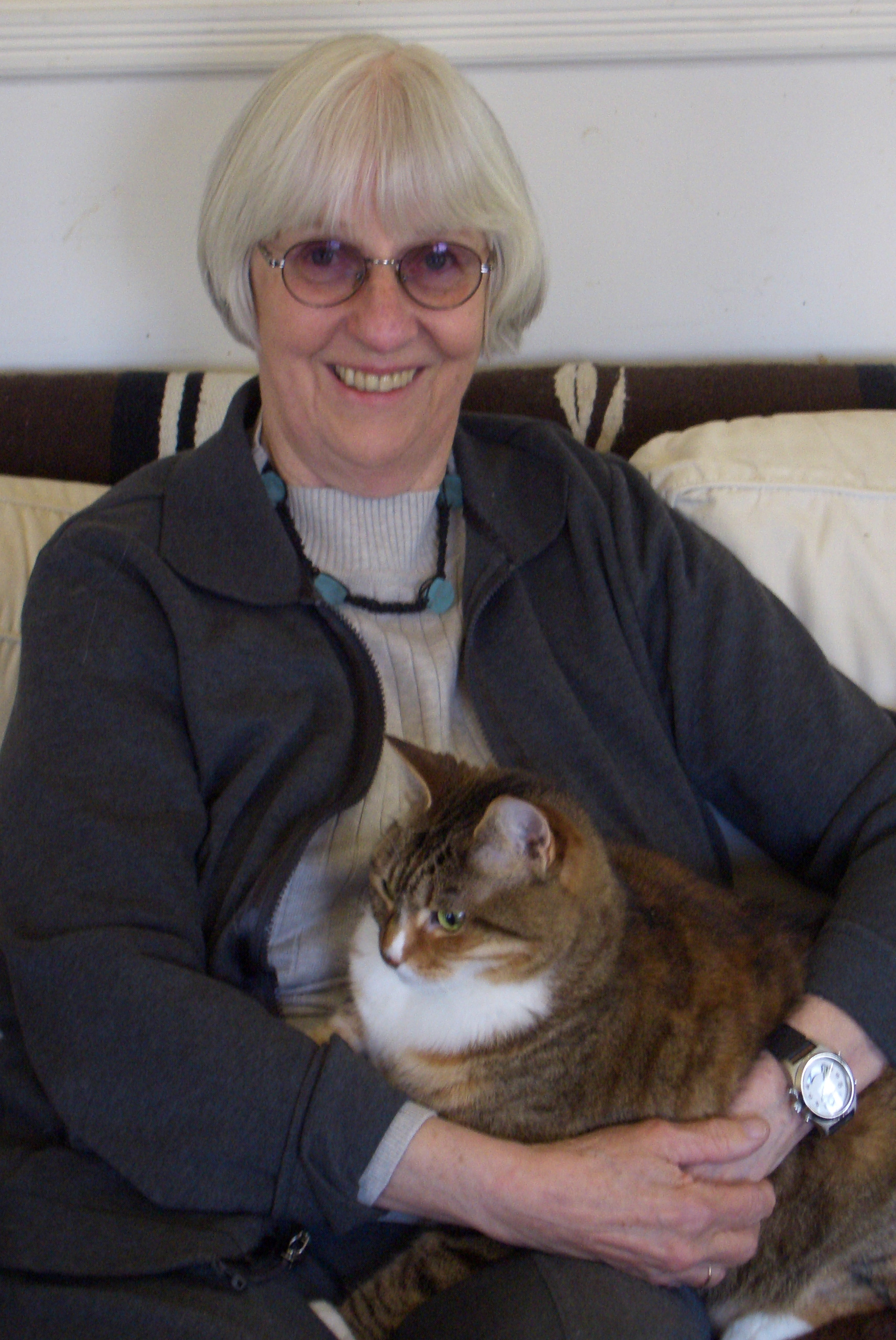
Marijane Meaker (2007), Autorin von Dinky Hocker Shoots Smack!

In ihrem „goldenen Zeitalter“ aber begann die amerikanische Jugendliteratur mit der ungeschriebenen Regel, dass Familie positiv darzustellen sei, zu brechen und sie im Gegenteil auch als Brutstätte von Konflikten und Problemen zu zeigen. Wie die Publizistin Julie Just aufgewiesen hat, erschienen – nachdem in der alten Kinder- und Jugendliteratur die Eltern meist im Hintergrund oder gänzlich unsichtbar geblieben sind – in der Young-Adult Fiction in großer Zahl erstmals Elternfiguren, die durch und durch selbst-zentriert, unzurechnungsfähig und als Eltern schlichtweg ungenügend waren. Ein frühes Beispiel ist John Donovans Buch I’ll Get There. It Better Be Worth the Trip (1969). Dessen Hauptfigur, der 13-jährige Davey, ist eine Scheidungswaise; Davey wird erst von der Großmutter aufgezogen und muss nach deren Tod bei der ihm fremd gewordenen alkoholkranken Mutter leben.
Die literaturhistorische Bedeutung von I’ll Get There. It Better Be Worth the Trip wird meist der Tatsache zugeschrieben, dass mit diesem Werk das Thema der Homosexualität in die Jugendliteratur eingeführt wurde. Daneben markiert das Werk jedoch auch den Beginn einer ganzen Fülle von Jugendromanen, in denen die jungen Protagonisten daran leiden, dass mindestens ein Elternteil als stabile Bezugsperson versagt oder ausfällt. Dieser Ausfall ist in der Young-Adult Fiction in allen möglichen Variationen ausgeführt worden: so sind die Eltern der jugendlichen Hauptfiguren allzu einseitig auf ihr Berufsleben hin orientiert (M. E. Kerr: Dinky Hocker Shoots Smack!, 1972; Barbara Wersba: Run Softly, Go Fast, 1972), machen eine Midlife-Crisis durch (Norma Klein: It’s Not What You Expect, 1973), trinken (Mary Stolz: The Edge of Next Year, 1974), sind drogenabhängig (Jarrett J. Krosoczka: Hey, Kiddo, 2018, Graphic Novel) oder seelisch gestört (Sue Ellen Bridgers: Notes for Another Life, 1981; Sarah Weeks: So B. It, 2004), überlassen ihre Kinder sich selber (Cynthia Voigt: Homecoming, 1981; Paul Fleischman: Breakout, 2005), entziehen sich durch Trennung und Scheidung (Walter Dean Myers: Somewhere in the Darkness, 1992; Joan Bauer: Hope Was Here, 2000; Ellen Wittlinger: Hard Love, 2001; Joyce Carol Oates: Freaky Green Eyes, 2003), missbrauchen ihre Kinder sexuell (Hadley Irwin: Abby, My Love, 1985; Alex Flinn: Breathing Underwater, 2001) oder durch körperliche Gewalt (Nancy Werlin: The Rules of Survival, 2006), nehmen ihnen durch übertriebene Strenge die Luft zum Atmen (Jeffrey Eugenides: The Virgin Suicides, 1993) oder sterben (Han Nolan: Dancing on the Edge, 1997).
Auch die Beziehungen zwischen Geschwistern werden in der neuen Jugendliteratur komplexer und weniger schematisch dargestellt als in vielen vergleichbaren älteren Werken, etwa in etwa in The Summer of the Swans (1970) von Betsy Byars, Tex (1979) von S. E. Hinton, Jacob have I loved (1980) von Katherine Paterson, in dem autobiografischen Comic Blankets (2003) von Craig Thompson, I’ll Give You the Sun (2014) von Jandy Nelson und Far From the Tree (2017) von Robin Benway.

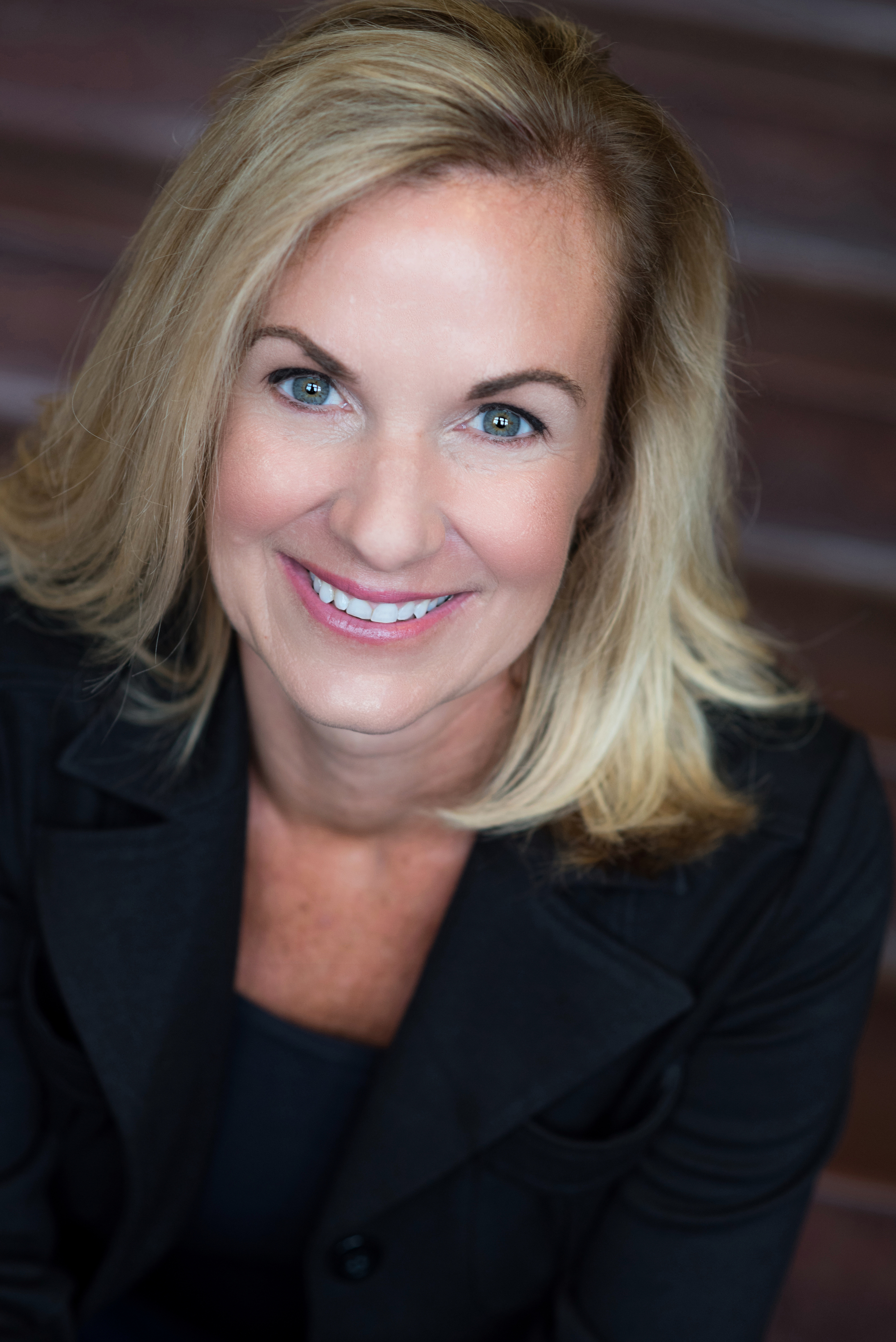
Deb Caletti (2016), Autorin von Honey, Baby, Sweetheart

Einige andere Arbeiten zeigen Familie einfach realistisch und mit allen Unvollkommenheiten und Marotten, die sie nun einmal haben, wie z. B. Don’t Look and It Won’t Hurt (1972) von Richard Peck, Figgs & Phantoms (1974) von Ellen Raskin, A Formal Feeling (1982) von Zibby Oneil und After the Rain (1987) von Norma Fox Mazer. In Gentlehands (1978) sprengt (M. E. Kerr) die Grenzen des Genres, indem sie davon erzählt, wie der jugendliche Protagonist die Nazivergangenheit seiner Familie entdeckt. Da, wo Familie positiv dargestellt wird, ist sie häufig unkonventionell, wie in Honey, Baby, Sweetheart (2005) von Deb Caletti über eine geschiedene Bibliothekarin, die ihre heranwachsende Tochter von einer destruktiven Liebesbeziehung abbringt, indem sie sie in einen Buchklub alter Damen einführt.

#### High-School-Geschichten

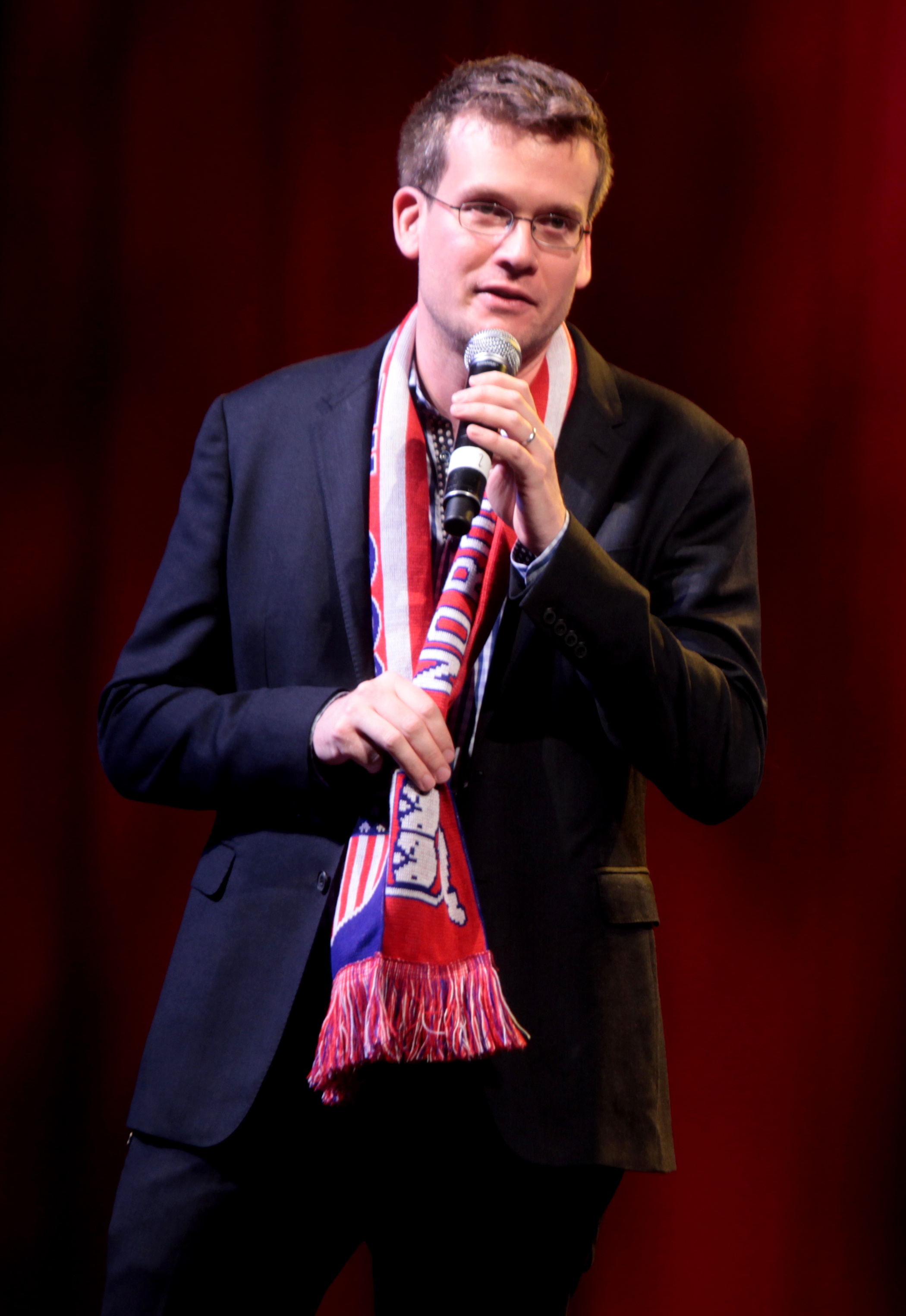
John Green (2014), Autor von Looking for Alaska

In den Vereinigten Staaten besuchen alle Teenager, die kein Homeschooling in Anspruch nehmen, unabhängig von ihrer Begabung die High School; anders als z. B. im deutschsprachigen Bereich, wo der Vereinssport eine große Rolle spielt, erhalten junge Amerikaner an den Schulen auch ihre gesamte Sportausbildung. Für die große Mehrheit der amerikanischen Teenager ist die High School infolgedessen der Mittelpunkt ihres über die Familie hinausgehenden Soziallebens. Die Jugendliteratur spiegelt dies oft wider, zum Beispiel schon in Bright Island (1937) von Mabel Robinson und in jüngerer Zeit ganz exemplarisch etwa in John Greens preisgekröntem Erstlingsroman Looking for Alaska (2005), dessen Handlung ihre Dynamik aus den komplizierten und anregenden Beziehungen innerhalb einer Gruppe von Internatsschülern gewinnt.
Im Zentrum anderer High-School-Geschichten stehen junge Außenseiter, die sich entwicklungsbedingt mit persönlichen Problemen herumquälen, mit Hilfe des der High School, die die Defizite etwa von Familie wettmacht, dann aber auf den richtigen Weg finden. Beispiele sind Tunes for a Small Harmonica (1976) von Barbara Wersba, Vision Quest (1979) von Terry Davis, Whale Talk (2001) von Chris Crutcher, Boy Proof (2005) von Cecil Castellucci, The Absolutely True Diary of a Part-Time Indian (2007) von Sherman Alexie, The Disreputable History of Frankie Landau-Banks (2008) von E. Lockhart und The Poet X (2018) von Elizabeth Acevedo. Einige High-School-Romane sind echte Entwicklungsromane, wie etwa I, Claudia (2018) von Mary McCoy, über eine Außenseiterin, die unerwartet in den Schülerrat gewählt wird, dort erstmals im Leben ein Stück echte Macht erlangt und entdecken muss, welche moralische Last damit verbunden ist. Außenseiter sind das zentrale Thema auch im Werk von Daniel Pinkwater.
Ein negatives Porträt von Schule zeichnet Avi in seinem Roman Nothing but the Truth (1992), in dem ungeschickte Lehrer den Neuntklässler Philip aus dem Sportprogramm fernzuhalten versuchen und ihn damit in eine eskalierende Rebellion treiben. Ein dysfunktionales Umfeld von Peers zeigt Laurie Halse Andersen in ihrem viel beachteten Roman Speak (1999); dessen Protagonistin, Melinda, wird auf einer Party von einem Schulkameraden vergewaltigt und ruft die Polizei, die die Party auflöst; Melinda erwähnt aber nicht, was ihr zugestoßen ist. Die Freunde wenden sich daraufhin gegen sie, und erst als der Kunstlehrer ihr im Unterricht hilft, durch Malerei eine eigene Stimme zu finden, beginnt sie zu sprechen und sich zu wehren. Ein rabenschwarzes Konterfei von schulischem Gruppenzwang hat auch Jerry Spinelli in seinem Roman Stargirl (2002) vorgelegt. Die Grenzen des Genres hatte 1981 Morton Rhue mit seinem international beachteten Werk The Wave gesprengt, in dem eine Geschichtsklasse, die den Faschismus studiert, diesem Konzept selber erliegt.

#### Die feministische Perspektive

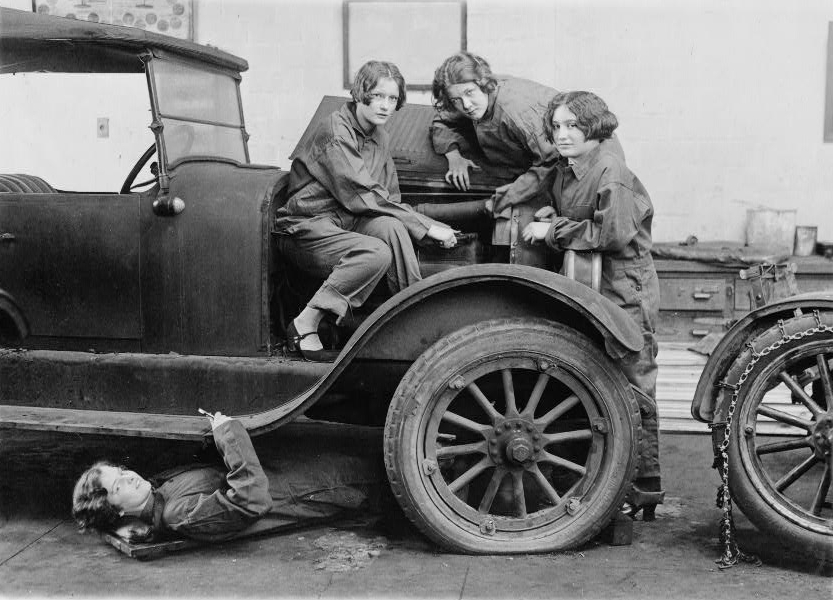
High-School-Schülerinnen lernen, wie man Autos repariert (1927)

Historischer Ausgangspunkt der Literatur für heranwachsende Frauen war in den USA der viktorianische Roman (Charlotte Brontë, Elizabeth Gaskell, George Eliot, Margaret Oliphant, Mary Elizabeth Braddon) gewesen, in dem junge Mädchen am Ende stets in einen Ehehafen einliefen. Noch Little Women hatte sich diesem Schema nicht entziehen können.
Eine der ersten amerikanischen Jugendbuchautorinnen, die junge Frauen in relativer Freiheit zeigten – hier als Pfadfinderinnen in Zelten und unter freiem Himmel – war Janet Aldridge gewesen (Meadow-Brook-Girls-Serie, 1913–1914). Nachdem die Frauenbewegung 1920 das Frauenwahlrecht erkämpft hatte und mit dem Flapper ein ganz neues Erscheinungsbild von Weiblichkeit auf den Plan getreten war, entstanden Mädchenromane, die noch viel weitergehendere emanzipatorische Elemente enthielten, etwa die Ermutigung nicht nur zu weiblicher Berufstätigkeit, sondern auch dazu, Kurs auf einen Traumberuf zu nehmen. Ein einschlägiges Beispiel ist Jane’s Island (1931) von Marjorie Hill Allee; der Roman erzählt die Geschichte der 17-jährigen Ellen, die einen Sommer in Woods Hole, Massachusetts verbringt und dort nicht nur die Küstenwelt genießt, sondern auch Konktakt zur örtlichen ozeanografischen Forschungseinrichtung findet. Helen Wells und Julie Campbell Tatham schrieben gemeinsam zwei Serien, in denen sie für die Berufe der Krankenschwester (Cherry Ames, 1943–1968) bzw. der Stewardess (Vicki Barr, 1947–1964) warben.
Die dritte Welle der Frauenbewegung brachte Literatur für weibliche Teenager, die die weibliche Perspektive vor dem Hintergrund der zeitgenössischen Diskurse auf vielfältige Weise reflektieren, wie etwa Speak (1999) von Laurie Halse Anderson, The Disreputable History of Frankie Landau-Banks (2008) von E. Lockhart, The DUFF: Designated Ugly Fat Friend (2010) von Kody Keplinger, The Lightning Dreamer (2013) von Margarita Engle, Glory O’Brien’s History of the Future (2014) von A. S. King, Not Otherwise Specified (2015) von Hannah Moskowitz und What Girls Are Made Of (2017) von Elana K. Arnold.

#### Diversity
Ein besonderes Anliegen der American Library Association (ALA) war es stets gewesen, fiktionale Literatur zu nutzen, um junge Leser über fremde Kulturen, Einwanderer und ethnische Minderheiten im eigenen Land zu bilden. Schon in den 1920er-Jahren hatte sie mit ihrer Newbery Medal Bücher wie The Story of Mankind (1921) von Hendrik Willem van Loon, Tales from Silver Lands (1924) von Charles Finger (über Lateinamerika), Shen of the Sea (1925) von Arthur Bowie Chrisman (China), Gay Neck, the Story of a Pigeon (1928) von Dhan Gopal Mukerji (Indien) und The Trumpeter of Krakow (1928) von Eric P. Kelly (Polen) ausgezeichnet. Nach dem Einwanderungsschub der Zeit des Ersten Weltkrieges folgten Bücher über die Migranten, und im Anschluss an die amerikanische Bürgerrechtsbewegung auch Bücher über ethnische Minderheiten im eigenen Land, besonders die Afroamerikaner, aber auch die amerikanischen Ureinwohner.

##### Die afroamerikanische Perspektive

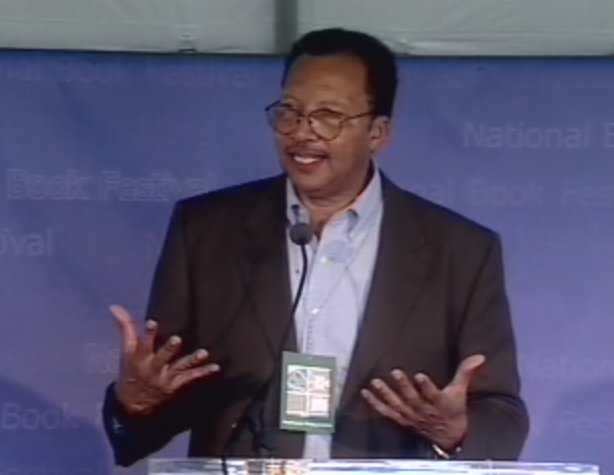
Walter Dean Myers

Afroamerikaner waren in der amerikanischen Kinder- und Jugendliteratur bis in die 1960er-Jahre noch kaum präsent. Maßstäbe setzte Robert Lipsyte, als er 1967 seinen Roman The Contender veröffentlichte. 1974 folgte der National-Book-Award-Roman M. C. Higgins, the Great von Virginia Hamilton, und in den 1980er-Jahren wurde Walter Dean Myers einer der artikuliertesten Autoren von Jugendromanen, die die afroamerikanische Perspektive zeigen (Hoops, 1981; Monster, 1999). 1976 erschien Mildred D. Taylors viel beachteter Geschichtsroman Roll of Thunder, Hear My Cry über eine afroamerikanische Familie, die in der Zeit der Weltwirtschaftskrise im rassistischen amerikanischen Süden lebt. Bedeutende jüngere Beispiele sind Tears of a Tiger (1994) von Sharon M. Draper, Your Blues Ain’t Like Mine (1995) von Bebe Moore Campbell, The Coldest Winter Ever (1999) von Sister Souljah, Flyy Girl (2001) von Omar Tyree, Sag Harbor (2009) von Colson Whitehead, All American Boys (2015) von Jason Reynolds und Brendan Kiely, The Sun Is Also a Star (2016) von Nicola Yoon, Allegedly (2017) von Tiffany D. Jackson, sowie die beiden Bücher The Hate U Give (2017) und On the Come Up (2019) von Angie Thomas.

##### Die indianische Perspektive
Bereits früh entstanden auch Arbeiten, die von den nordamerikanischen Ureinwohnern erzählten (Alice Alison Lide und Margaret Alison Johansen: Ood-Le-Uk the Wanderer, 1931; Mari Sandoz: The Horsecatcher, 1957); in der neu entstandenen Young-Adult Fiction erhielten diese auch sozialkritische Töne (Scott O’Dell: Sing Down the Moon, 1970; Gary Paulsen: Dogsong, 1985; Ben Mikaelsen: Touching Spirit Bear, 2001; Sherman Alexie: The Absolutely True Diary of a Part-Time Indian, 2007). Seit 2006 werden im Rahmen der Joint Conference of Librarians of Color alle zwei Jahre die AILA American Indian Youth Literature Awards verliehen.

##### Die Perspektive der Einwanderer

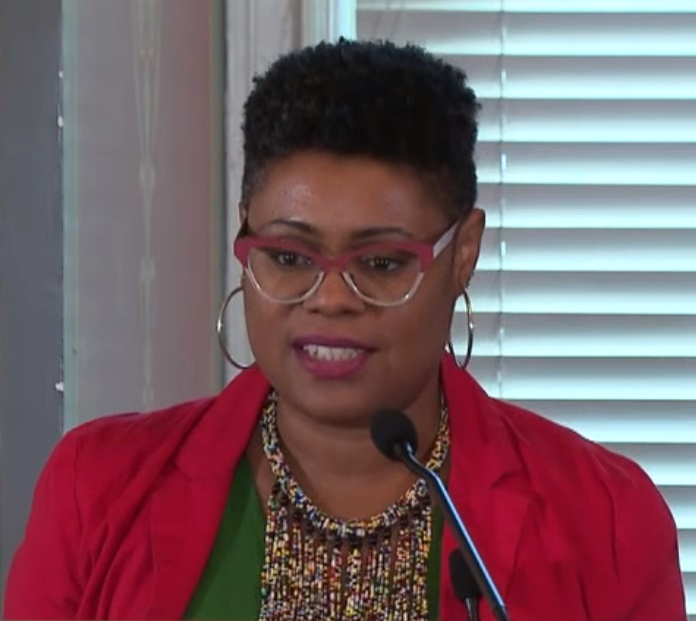
Ibi Zoboi (2018), Autorin von American Street

Die amerikanische Bevölkerung ist ethnisch extrem stark von der post-kolonialzeitlichen Einwanderung geprägt. 90,9 % der heute lebenden Amerikaner haben weder indianische noch englische Vorfahren, und 25,7 % sind entweder Kinder von Einwanderern oder selbst Immigranten.
Viele amerikanische Jugendbücher erzählen von jungen Hispanics, darunter der National-Book-Award-Roman Parrot in the Oven: Mi Vida (1996) von Victor Martinez sowie Esperanza Rising (2000) von Pam Muñoz Ryan, The Red Umbrella (2010) von Christina Diaz Gonzalez und I Am Not Your Perfect Mexican Daughter (2017) von Erika L. Sánchez. Die Protagonisten von American Street (2017) von Ibi Zoboi (National Book Award) und Touching Snow (2007) von M. Sindy Felin sind junge Haitianer. In A Step from Heaven (2003) von An Na und American Born Chinese (2006) von Gene Luen Yang stehen junge asiatische Einwanderer im Mittelpunkt der Handlung; beide Bücher wurden mit einem Printz Award ausgezeichnet.

##### Blick in fremde Kulturen
Die amerikanische Jugendliteratur ist traditionell reich an Geschichten über junge Menschen in fremden Kulturen und fernen Ländern. Frühe Beispiele sind Pran of Albania (1929) von Elizabeth Miller, Dobry (1934) von Monica Shannon; The Good Master (1935) von Kate Seredy, Banner in the Sky (1954) von James Ramsey Ullman und The Black Pearl (1967) von Scott O’Dell. Jüngere Beispiele sind Shabanu, Daughter of the Wind (1989) von Suzanne Fisher Staples, Homeless Bird (2000) von Gloria Whelan und Sold (2006) von Patricia McCormick, die alle drei von den prekären Lebensverhältnissen junger Frauen in Pakistan bzw. Indien erzählen. Der Schauplatz von Many Stones (2002) von Carolyn Coman ist Südafrika; inmitten ihres noch immer nicht zum Frieden gelangten Geburtslandes, in dem auch ihre Schwester ermordet wurde, ringt die junge Berry um inneren Frieden. In zwei Romanen, die aus Afghanistan erzählen, entwickelt sich das dramatische Geschehen aus dem schwierigen Verhältnis von Hazara und Paschtunen: The Kite Runner (2003) von Khaled Hosseini und The Secret Sky (2014) von Atia Abawi. In Written in the Stars (2015) erzählt Aisha Saaed die Geschichte einer jungen pakistanisch-amerikanischen Migrantin, die von ihren Eltern für eine arrangierte Heirat zurück nach Pakistan geschickt wird.

### Liebesromane
Die für Teenager geschriebene Liebesromanliteratur lässt sich zum größten Teil den realistischen Gegenwartsromanen zuordnen; daneben existieren jedoch auch solche Liebesromane, die der historischen Romanliteratur oder der Phantastik zugehören. Als Beispiel für Liebes-Phantastik ist insbesondere die Vampire Romance zu nennen.

#### Junior Novels

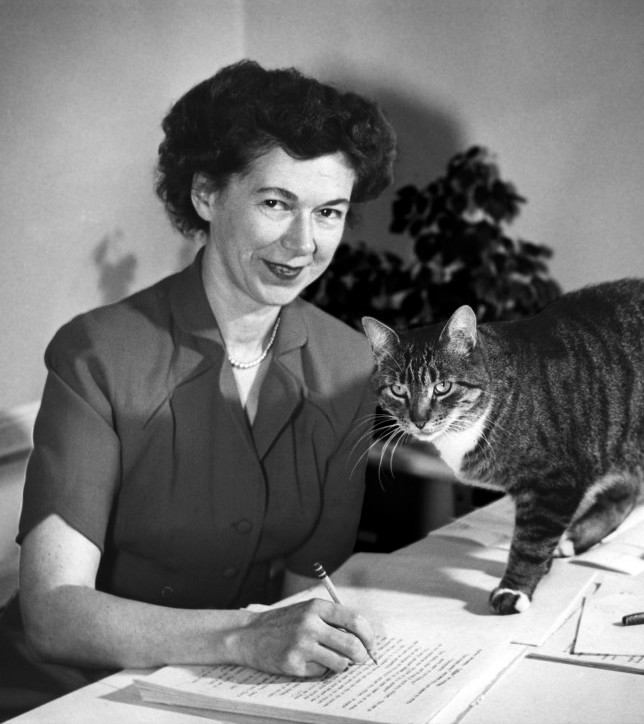
Beverly Cleary (um 1955), Autorin von Fifteen (1956)

Bis in die 1960er-Jahre war die Literatur für heranwachsende Frauen von Liebesromanen dominiert gewesen. Ein frühes Beispiel ist Seventeenth Summer (1942), dessen Autorin Maureen Daly – zum Zeitpunkt der Veröffentlichung noch Studentin – darin die Geschichte einer jungen Frau erzählt, die in ihrem letzten Schuljahr eine Liebesbeziehung mit einem Gleichaltrigen beginnt, wohl wissend, dass sie beide im kommenden Jahr ins College und damit getrennte Wege gehen werden. Die 1940er- und 1950er-Jahre wurden dann die Zeit der Junior Novels, eines Genres von gefälligen seriellen Liebesromanen mit Figuren, deren Gedanken teilweise um ihre berufliche Zukunft, insbesondere aber ums Dating kreisten und um das Problem, einen Partner zu finden, der sie zur Prom begleiten würde. Einschlägige Autorinnen waren Janet Lambert, Betty Cavanna, Lenora Mattingly Weber, Anne Emery, Mary Stolz, Rosamond du Jardin und Beverly Cleary. Ein typisches Beispiel ist Fifteen (1956) von Beverly Cleary, dessen Handlung sich rund um die Missverständnisse entfaltet, die zwischen zwei verliebten Teenagern entstehen, weil der Junge den Anstand besitzt, stillschweigend Verpflichtungen zu erfüllen, die er zuvor gegenüber einem anderen Mädchen eingegangen war.

#### Einzug des Realismus
Ende der 1960er-Jahre wandelten auch die Liebesromane für Teenager sich radikal. Die Autoren begannen unter anderem, über menschliche Sexualität und deren Folgen zu schreiben. Paul Zindel erregte Aufsehen mit seinem Buch My Darling, My Hamburger (1969), in dem die beste Freundin der weiblichen Hauptfigur, Liz, in ihrem letzten Schuljahr schwanger wird und abtreibt. Das Abtreibungsrecht war zu diesem Zeitpunkt in den USA sehr strikt; zu einer Liberalisierung kam es erst ab 1973 (Roe v. Wade). Ebenfalls 1969 erschien John Donovans Werk I’ll Get There. It Better Be Worth the Trip, das als der erste von einem breiten Publikum gelesene Jugendroman gilt, in dem es um Homosexualität geht; der 13-jährige Davy schließt mit einem neuen Klassenkameraden mehr als Freundschaft. Gleichgeschlechtliche Beziehungen haben in der amerikanischen Jugendliteratur seitdem einen festen Platz (Isabelle Holland: The Man without a Face, 1972; Rosa Guy: Ruby, 1976; Nancy Garden: Annie on My Mind, 1982; M. E. Kerr: Deliver Us from Evie, 1994; Jacqueline Woodson: From the Notebooks of Melanin Sun, 1995; Jean Ferris: Eight Seconds, 2000; Alex Sánchez: Rainbow Boys, 2001; Sara Ryan: Empress of the World, 2001; Garret Weyr: My Heartbeat, 2002; David Levithan: Boy Meets Boy, 2003; Benjamin Alire Sáenz: Aristotle and Dante Discover the Secrets of the Universe, 2012; Becky Albertalli: Simon vs. the Homo Sapiens Agenda, 2015).

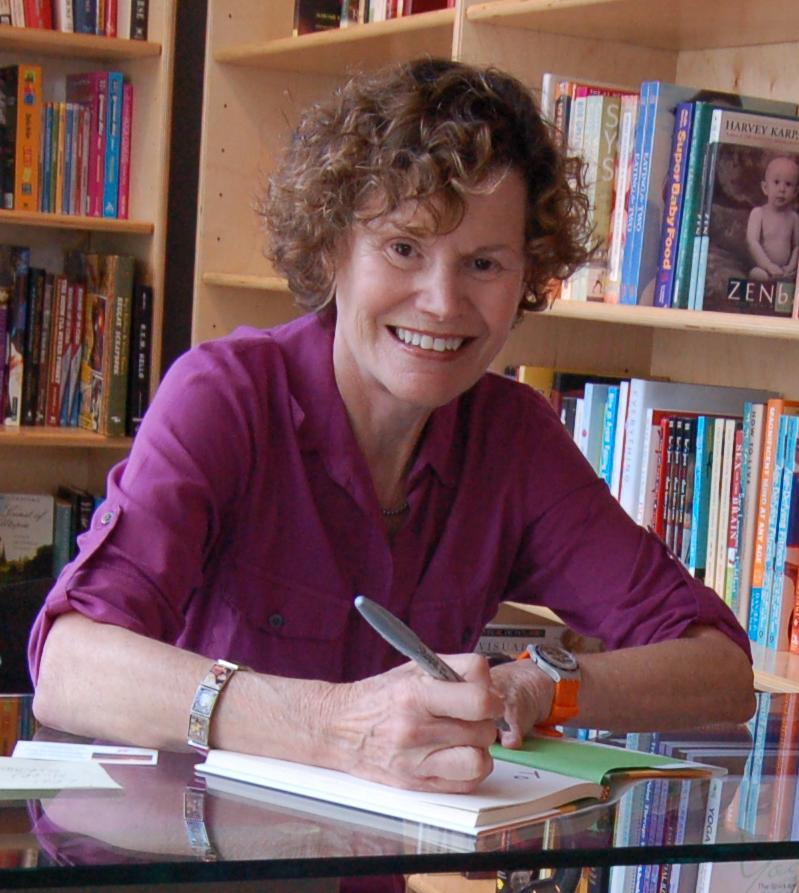
Judy Blume (2009)

In den 1970er-Jahren führte Judy Blume Themen wie Menstruation (Are You There God? It’s Me, Margaret, 1970), Masturbation (Then Again, Maybe I Won’t, 1971; Deenie, 1973) und Teenager-Schwangerschaft (Forever, 1975) ein. 2000 veröffentlichte Sarah Dessen einen Roman über Gewalt in der Partnerschaft (Dreamland). Angela Johnsons Roman The First Part Last (2003) über einen afroamerikanischen 16-Jährigen, der einen Säugling aufzieht, errang einen Printz Award. Im frühen 21. Jahrhundert erregten Romane wie Looking for Alaska (2005) von John Green und King Dork (2006) von Frank Portman Aufsehen, weil darin Teenagersex explizit beschrieben wurde. In Story of a Girl (2007) erzählt Sara Zarr die Geschichte von Deanna, die von ihrem Vater bereits als 14-Jährige beim Sex erwischt wurde und sich zwei Jahre später den Ruf der „Schulschlampe“ zuzieht.
Ein Typus von Liebesromanen für junge Leser, der erst im 21. Jahrhundert mit der Sensibilisierung der Öffentlichkeit für das Asperger-Syndrom entstanden ist, sind solche Arbeiten, die von den Schwierigkeiten erzählen, denen Teenager im Autismusspektrum begegnen, wenn sie sich verlieben (Emily Franklin: The Half-life of Planets, 2010; Hilary Reyl: Kids Like Us, 2016; Francisco X. Stork: Marcelo in the Real World, 2008).

#### Darstellung von Sexualität
Obwohl Teenager in der Young-Adult Fiction als Menschen dargestellt werden, die sich verlieben, sexuelle Empfindungen und gelegentlich auch Sex haben, sind Szenen mit ausdrücklich beschriebenen Sexpraktiken in dieser Literatur bis heute untypisch; sexuelle Handlungen werden meist nur kursorisch dargestellt. Einige Literaturwissenschaftler haben hier eine rigide Sexualmoral am Werke gesehen. Im Hinblick auf die Twilight-Romane, die sie als „Abstinenz-Porno“ bezeichnet, hat die Literaturwissenschaftlerin Christine Seifert sogar spekuliert, dass die Leserinnen dieser Bücher ihren erotischen Kitzel gerade daraus gewinnen, dass der Geschlechtsverkehr immer wieder aufgeschoben werde.
Andere Kommentatoren haben hingegen vermutet, dass Teenager, die noch keine sexuelle Erfahrung haben, sich Narrative wünschen, die nicht Sex, sondern ihre eigenen komplexen Empfindungen gegenüber der Welt des Sexuellen widerspiegeln.

#### Vampire Romance
Wie Literaturwissenschaftler wiederholt aufgewiesen haben, wurde bereits in der viktorianischen Literatur der Biss des Vampirs als unterschwellig sexueller Akt interpretiert. Angeregt von Anne Rice’ sehr populären Vampire Chronicles (1976) entstand in den USA im späten 20. Jahrhundert ein Subgenre von Roman-Liebesliteratur, in welcher der Vampir nicht nur als tödliches Monstrum, sondern auch als Liebesobjekt dargestellt wird. Diese „Vampire Romance“ wendet sich insbesondere an weibliche Leser und wurde von Anfang an gezielt auch für Teenager geschrieben. Als das erste bedeutende Beispiel gilt The Silver Kiss (1990) von Annette Curtis Klause. Es folgten u. a. The Vampire Diaries (1991ff) von Lisa Jane Smith, die Dead-Until-Dark-Romane (2001ff) von Charlaine Harris und die Serie Vampire Kisses (2003ff) von Ellen Schreiber.

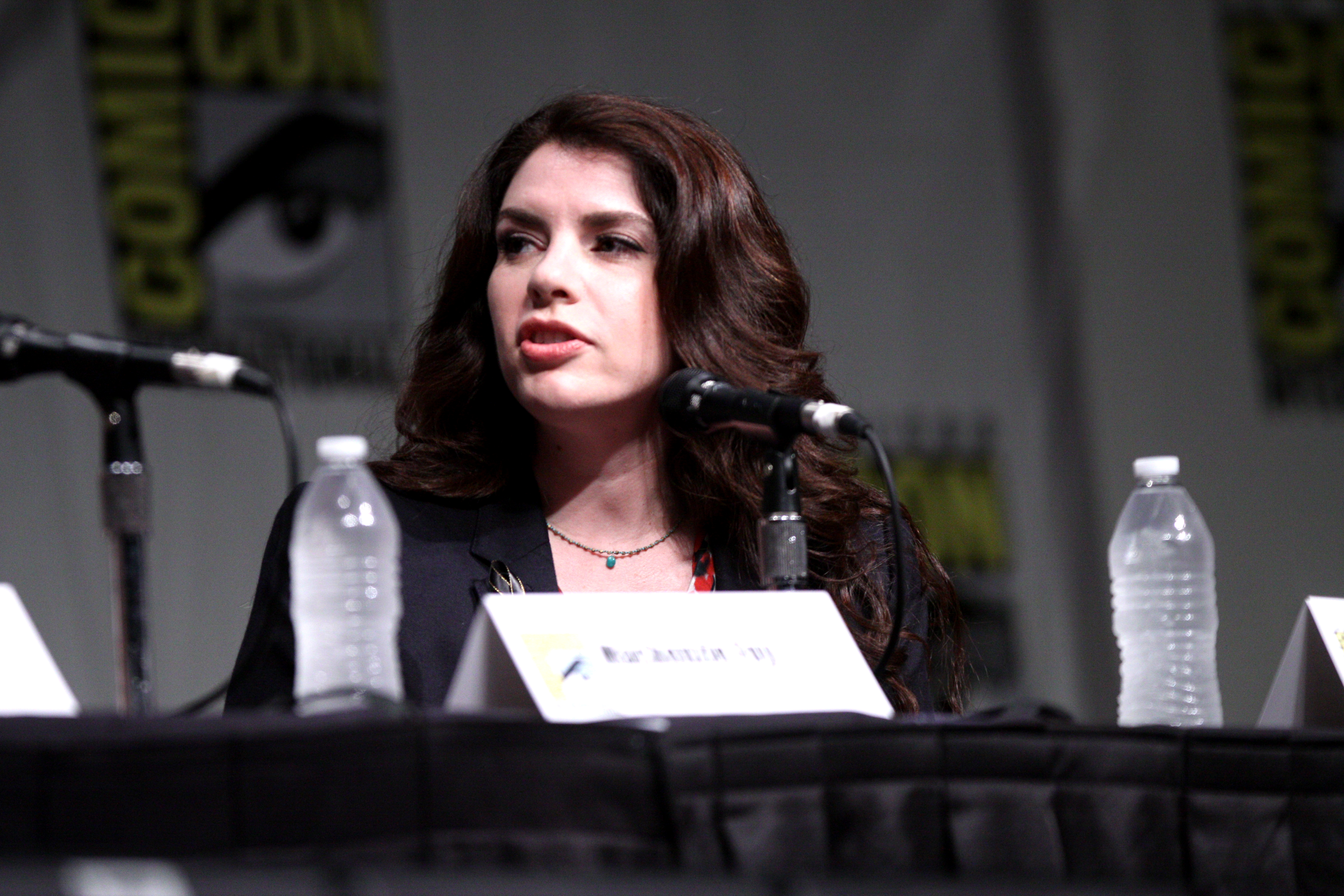
Stephenie Meyer (2012), Autorin der Twilight-Romane

Eine der kommerziell erfolgreichsten Jugendbuchreihen überhaupt wurde die Twilight-Serie (2006ff) von Stephenie Meyer, die bald nach ihrem Erscheinen auch als Film adaptiert wurde. Eine Besonderheit dieser Romanreihe besteht darin, dass die Darstellung der Beziehung der beiden Hauptfiguren – Bella und Edward – stark von der Ehe- und Familienphilosophie der Mormonen geprägt ist und auf eine Beschreibung der Siegelung hinausläuft. Die Serie und das Konzept der Vampire Romance fand zahlreiche Nachahmer, darunter Lisa Jane Smith: The Vampire Diaries (2007), Claudia Gray: Evernight (2009) und Abigail Gibbs: Dinner with a Vampire (2012).

#### Pluralisierung der Formen
Weiterhin entstanden Liebesromane, die die Grenzen aller literarischen Schemata sprengen, wie etwa An Abundance of Katherines (2006) von John Green über den hochbegabten Colin, der nach 19 Liebesenttäuschungen zu einem Roadtrip mit seinem besten Freund Hassan aufbricht. Die preisgekrönte romantische Komödie My Most Excellent Year (2008) von Steve Kluger bietet ein ganzes Geflecht von Liebesgeschichten, die in Briefen, Instant Messages, E-Mails und anderen Medien erzählt werden. In Why We Broke Up (2011) rollt Daniel Handler die Geschichte einer Teenagerliebe von ihrem Ende her auf. Weitere unkonventionelle jüngere Liebesromane für Teenager sind Eleanor & Park (2013) von Rainbow Rowell, der Bestseller Once and for All (2017) von Sarah Dessen und What Girls Are Made Of (2017) von Elana K. Arnold.

#### Star-Crossed Lovers
In einigen sehr erfolgreichen Jugendromanen der jüngsten Zeit stehen Liebesbeziehungen im Mittelpunkt der Handlung, die aufgrund ihrer besonderen Umstände schwierig oder gänzlich zum Scheitern verurteilt sind. Spätestens mit Shakespeares Romeo and Juliet (1597) hat sich im englischen Sprachraum für solche Liebespaare das aus der Astrologie inspirierte Attribut „star-crossed“ durchgesetzt. So verliebt sich in Dark Water (2010) von Laura McNeal eine junge Frau in einen illegalen mexikanischen Wanderarbeiter. Ein ähnliches Thema hat der Bestseller The Sun Is Also a Star (2016) von Nicola Yoon. In The Fault in Our Stars (2012) von John Green sind es zwei schwer krebskranke Teenager, die sich ineinander verlieben, und im Mittelpunkt des Bestsellers Five Feet Apart (2018) von Rachael Lippincott stehen zwei junge Liebende, die Mukoviszidose haben und sich, um jede Infektionsgefahr zu vermeiden, körperlich nicht nahe kommen dürfen. Atia Abawi, die fürs amerikanische Fernsehen mehrere Jahre in Kabul verbracht hat, legte 2014 ihren Roman The Secret Sky (2014) vor über eine junge Hazara, die eine verbotene Liebesbeziehung mit einem jungen Paschtunen beginnt.

### Kriminalromane

#### Detektivgeschichten

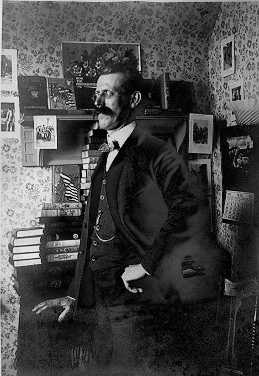
Edward Stratemeyer (1903), der Begründer der seriellen Kriminalliteratur für jugendliche Leser

Detektivgeschichten waren bei Teenagern schon seit der Entstehung der seriellen Kriminalliteratur populär gewesen (Diamond-Dick-Serie, seit 1878; Old King Brady, seit 1885; Nick Carter, seit 1886; Frank Merriwell, seit 1896). Neben den männlichen Romandetektiven hatte dieses Textkorpus, das auch für erwachsene Leser bestimmt war, bereits früh auch weibliche Ermittler umfasst (Lytton Wheeler: Nell, the Boy-Girl Detective seit 1854; Nicholas Carter: Nick Carter’s Girl Detective, seit 1898); diese sollten vor allem junge Frauen ansprechen. Als Whodunits waren diese Romane stark von der britischen Detektivromanliteratur (Wilkie Collins, Charles Warren Adams, Arthur Conan Doyle) geprägt. L. Frank Baum, der zu diesem Zeitpunkt schon durch seine Wonderful-Wizard-of-Oz-Bücher berühmt war, begann 1911, serielle Kriminalliteratur speziell für Teenager zu schreiben (The Daring Twins, 1911; Phoebe Daring, 1912; The Bluebird Books, 1916–1924). In den 1920er-Jahren folgte unter anderem Grace May North alias Carol Norton (Bobs: A Girl Detective, 1928).
Den bedeutendsten Beitrag zur Popularisierung der Jugendkrimis leistete der Verleger Edward Stratemeyer. Stratemeyer hatte Kinder- und Jugendbücher bereits seit 1899 im Serienformat herausgebracht; um die Einheitlichkeit der Reihen zu wahren, wurden den wechselnden Autoren feste Richtlinien vorgegeben. 1927 startete Stratemeyer eine Detektivserie für männliche Leser (Hardy Boys, bis 2005), der bald drei Serien für Mädchen folgten: Nancy Drew (seit 1930), Kay Tracey (1934–1942) und The Dana Girls (1934–1979). Die Figur der Nancy Drew wurde extrem populär und die Serie wird bis heute fortgeschrieben; Priya Jain konstatierte 2005, dass die Figur durch ihre „perfekte Balance zwischen Härte und Weiblichkeit“ eine Ikone weiblicher Unabhängigkeit und sicheren weiblichen Auftretens geworden sei. Viele Autoren versuchten das Erfolgsrezept nachzuahmen, darunter Margaret Sutton (Judy-Bolton-Serie, 1932–1967), Clair Blank (Beverly-Gray-Serie, 1934–1955), Mildred Benson (Penny-Parker-Serie, 1939–1947), Helen Wells (Cherry-Ames-Serie, 1943–1968; Vicki-Barr-Serie, 1947–1964), Betty Cavanna (Connie-Blair-Serie, 1948–1958), Julie Tatham (Trixie-Belden-Serie, 1948–1986), Sam und Beryl Epstein (Ken-Holt-Serie, 1949–1963) und August Derleth (Serie The Mill Creek Irregulars, 1958–1970). Eine weitere Krimireihe, die unter dem Titel „Die drei ???“ auch im deutschsprachigen Raum eine breite Leserschaft gewann, war die von Robert Arthur, Jr. entwickelte Reihe Three Investigators (1964–1987).
Der bedeutendste Preis, mit dem Kriminalromane in den USA ausgezeichnet werden können, der Edgar Allan Poe Award, hat seit 1961 auch eine Kategorie für Juvenile fiction (Kinder- und Jugendliteratur). Das erste ausgesprochene Jugendbuch, das damit ausgezeichnet wurde, war The Mystery of 22 East (1965) von Leon Ware, über einen 15-Jährigen, der während einer Seereise von den USA nach England an Bord allerhand kleinere und größere Rätsel aufklärt. Weitere Edgar-Preisträger mit jugendlichen Protagonisten waren The House of Dies Drear (1968) von Virginia Hamilton, Deathwatch (1972) von Robb White, The Long Black Coat (1973) und The Dangling Witness (1976) von Jay Bennett, Are You in the House Alone? (1976) von Richard Peck, The Kidnapping of Christina Lattimore (1979), The Séance (1980) und The Other Side of Dark (1986) von Joan Lowery Nixon, Taking Terry Mueller (1981) von Norma Fox Mazer, Night Cry (1984) von Phyllis Reynolds Naylor und The Sandman’s Eyes (1985) von Patricia Windsor.

#### Pluralisierung der Formen

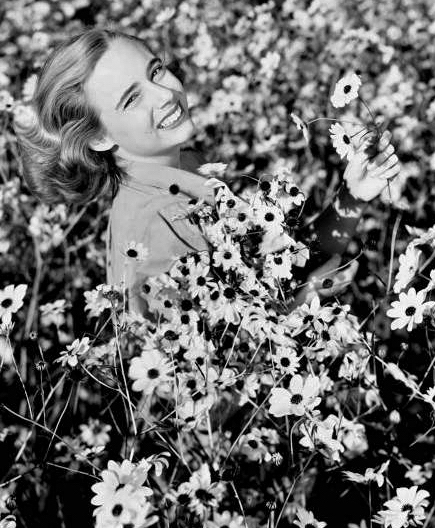
Lois Duncan (1950), Autorin von Game of Danger

Bereits 1962 hatte Lois Duncan ihren ersten Jugendkrimi – Game of Danger (1964) – veröffentlicht. Das Werk brach mit den Konventionen des Subgenres: die beiden jungen Protagonisten waren keine kühl ermittelnden Detektive, sondern verängstigte Mitwirkende in einem Melodrama, aus dem sie sich erst am Ende befreien können. In der Erwachsenenliteratur hatten Thriller schon in den vorausgegangenen Jahren große Erfolge gehabt (Patricia Highsmith: A Game for the Living, 1958; Robert Bloch: Psycho, 1959; Richard Condon: The Manchurian Candidate, 1959). Duncan ließ weitere Thriller für Teenager folgen, darunter I Know What You Did Last Summer (1975), in dem die junge Protagonistin von einem Unbekannten wegen eines Autounfalls mit Todesfolge erpresst wird. In Duncans Werk Killing Mr. Griffin (1978) bereitet eine Gruppe von Schülern die Entführung eines missliebigen Lehrers vor. Beide letztgenannten Bücher wurden auch verfilmt. Duncans spätere Thriller The Third Eye (1984) und Gallows Hill (1997) enthielten über die reinen Spannungselemente hinaus auch Paranormales.
Ellen Raskins im Stil eines Agatha-Christie-Kammerspiels konzipiertes Whodunit The Westing Game (1979) errang eine Newbery Medal und gilt als eines der besten Jugendbücher, die je geschrieben wurden. Auch in einigen jüngeren populären Kriminalromanen für Teenager tritt wieder die Verbrechensaufklärung in den Vordergrund, etwa in Twisted Summer (1996) von Willo Davis Roberts, The Body of Christopher Creed (2000) von Carol Plum-Ucci, in der Minerva-Clark-Serie (2005–2007) von Karen Karbo, der Enola-Holmes-Serie (2006–2010) von Nancy Springer und in der Matthew-Livingston-Serie (2007–2010) von Marco Conelli.
Um Werke für Teenager besser würdigen zu können, schufen die Organisatoren des Edgar Allan Poe Awards 1989 eine spezielle Kategorie für Jugendkrimis. Erster Preisträger war das Buch Incident at Loring Groves (1988) von Sonia Levitin, das eine Mordgeschichte mit Elementen eines Entwicklungsromans verband. Der bisher einzige Autor, der den Edgar in dieser Kategorie zweimal erringen konnte, war der erst mit 90 Jahren zu Schreiben gelangte Chiropraktiker Herbert „Chap“ Reaver (Mote, 1990; A Little Bit Dead, 1992).
Zu den erfolgreichsten Jugendkrimis der jüngeren Zeit zählen der National-Book-Award-Roman What I Saw and How I Lied (2008) von Judy Blundell, Please Ignore Vera Dietz (2010) von A. S. King, Shine (2011) von Lauren Myracle, das Printz-Award-Buch Bone Gap (2015) von Laura Ruby, sowie die Bestseller A Study in Charlotte, (2016) von Brittany Cavallaro und Stalking Jack the Ripper (2016) von Kerri Maniscalco.

### Geschichtsromane
Eine der ältesten Gattungen innerhalb der amerikanischen Jugendliteratur sind die historisierenden Romane, die jungen Leser unterhaltsame Geschichtslektionen bieten sollen. Die Gattung stand hoch im Kurs bei der American Library Association, deren Unterorganisation, die Association for Library Service to Children (ALSC) seit 1922 Bücher von besonderer Qualität alljährlich mit ihrer Newbery Medal auszeichnete. Viele der frühen Preisträger und Finalisten waren Geschichtsromane, und bis in die Gegenwart haben diese in der Literatur für junge Erwachsene einen festen Platz.

#### Amerikanische Geschichte

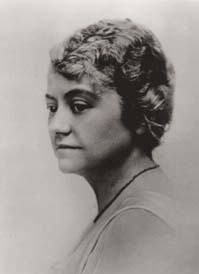
Elsie Singmaster (um 1920), Autorin von Swords of Steel

Den Lehrplänen der Schulen entsprechend nahm und nimmt bei der für junge Leser geschriebenen Literatur die Geschichte der Vereinigten Staaten weiten Raum ein, beginnend mit der Kolonialzeit – Rachel Field: Calico Bush (1931), Elizabeth George Speare: The Witch of Blackbird Pond (1958), Patricia Clapp: Constance: A Story of Early Plymouth, (1975) – und dem atlantischen Sklavenhandel (Paula Fox: The Slave Dancer, 1973). Viele Romane behandeln die Zeit rund um den Unabhängigkeitskrieg: Cornelia Meigs: Clearing Weather (1928), Elsie Singmaster: Swords of Steel (1933), Rebecca Caudill: Tree of Freedom (1949), Esther Forbes: Johnny Tremain (1953), James Lincoln, Christopher Collier: My Brother Sam is Dead (1974), Laurie Halse Anderson: Fever 1793 (2000), M. T. Anderson: The Pox Party (2006), M. T. Anderson: The Kingdom on the Waves (2008) und Laurie Halse Anderson: Chains (2008).
Eine vielfach behandelte Zeit ist die erste Hälfte des 19. Jahrhunderts, beispielsweise in Caroline Dale Snedeker: Downright Dencey (1927), Cornelia Meigs: Swift Rivers (1931), Armstrong Sperry: All Sail Set (1935), Stephen W. Meader: Boy With a Pack (1939), Mary Jane Carr: Young Mac of Fort Vancouver (1940), Mari Sandoz: The Horsecatcher (1957), Bruce Clements: I Tell a Lie Every So Often (1974), Walter D. Edmonds: Bert Breen’s Barn (1975), Joan Blos: A Gathering of Days (1979) und Avi: The True Confessions of Charlotte Doyle (1990). Auffällig unterrepräsentiert sind hochwertige Jugendromane, die von der Sklaverei in den Vereinigten Staaten erzählen. Umso häufiger hingegen finden sich Geschichten aus der Zeit des Amerikanischen Bürgerkrieges, darunter Harold Keith: Rifles for Watie (1957), William O. Steele: The Perilous Road (1958), Betty Sue Cummings: Hew Against the Grain (1977) und Richard Peck: The River Between Us (2005).

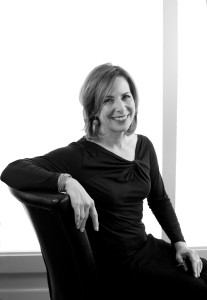
Pam Muñoz Ryan (2016), Autorin von Esperanza Rising

Stark vertreten ist weiterhin der von Ein- und Binnenwanderung geprägte Zeitraum zwischen 1890 und 1920. Beispiele hierfür sind Alice Dagliesh: The Silver Pencil (1944), Robert Lawson: The Great Wheel (1957), Jennifer Donnelly: A Northern Light (2003), Gary D. Schmidt: Lizzie Bright and the Buckminster Boy (2004) und Kirby Larson: Hattie Big Sky (2006). Von den Elendsjahren der Weltwirtschaftskrise handeln u. a. Margery Williams Bianco: Winterbound (1936), Ouida Sebestyen: Far From Home (1980), Karen Hesse: Out of the Dust (1997), Pam Muñoz Ryan: Esperanza Rising (2000) und Richard Peck: A Year Down Yonder (2000).
Aus der Zeit des Zweiten Weltkrieges erzählen Harry Mazer: The Boy at War (2001; über den Angriff auf Pearl Harbor), Cynthia Kadohata: Weedflower (2006; über die Internierung japanischstämmiger Amerikaner) und Bette Greene: Summer of My German Soldier (1973; über die Liebe einer jungen Amerikanerin zu einem deutschen Kriegsgefangenen). Häufiger jedoch haben die Autoren sich für die von Rassismus und von der Bürgerrechtsbewegung geprägten Nachkriegszeit interessiert, wie etwa Cynthia Kadohata: Kira-Kira (2004), Shelia P. Moses: The Legend of Buddy Bush (2005) und Bruce Brooks: The Moves Make the Man (1984). Out of Darkness (2015) von Ashley Hope Pérez hat ebenfalls die Segregation zum Thema, die Handlung dieses Buches ist jedoch bereits im Jahre 1937 angesiedelt.
Der Vietnamkrieg und die 1970er-Jahre bilden den Hintergrund in Walter Dean Myers: Fallen Angels (1983), Cynthia Kadohata: Cracker! (2007), Jack Gantos: Hole in My Life (2002), John Barnes: Tales of the Madman Underground (2009) und Bonnie-Sue Hitchcock: The Smell of Other People’s Houses (2016).

#### Weltgeschichte
Andere amerikanische Jugendromane bieten Einblicke in die internationale Geschichte. So erzählen Erick Berry: Winged Girl of Knossos (1933) und Olivia Coolidge: Men of Athens (1962) aus dem antiken Griechenland, Caroline Dale Snedeker und Dorothy P. Lathrop: The Forgotten Daughter (1933) aus dem Römischen Kaiserreich und Elizabeth George Speare: The Bronze Bow (1961) aus der Zeit des Neuen Testaments.
Relativ dünn ist das Mittelalter vertreten. Die Maya-Zeit bildet den Handlungsrahmen von Alida Malkus’ Werk The Dark Star of Itza (1930). Karen Cushmans von der Kritik sehr hoch gelobte Werk The Midwife’s Apprentice (1991) erzählt die Geschichte einer jungen Hebammenschülerin im englischen Mittelalter; in der Provence spielt Julie Berrys Mittelalterroman The Passion of Dolssa (2016). Einige mehrfach thematisierte Zeit ist hingegen die europäische Renaissance, mit Beispielen wie Eric P. Kelly: The Trumpeter of Krakow (1928), Anne D. Kyle: The Apprentice of Florence (1933), Elizabeth Marie Pope: The Perilous Gard (1974), Donna Jo Napoli: Daughter of Venice (2003) und Susann Cokal: The Kingdom of Little Wounds (2013).
Jugendromane über das 17. Jahrhundert haben vielfach die internationale Seefahrt und insbesondere die Conquista einschließlich des spanischen Sklavenhandels zum Thema, wie etwa Charles Boardman Hawes: The Dark Frigate (1924), Elizabeth Borton de Treviño: I, Juan de Pareja (1965) und Scott O’Dell: The King’s Fifth (1966). Vom ausgehenden 18. Jahrhundert erzählen u. a. zwei fiktionalisierte Biografien: A Daughter Of The Seine: The Life Of Madame Roland (1929) von Jeanette Eaton und Young Walter Scott (1935) von Elizabeth Gray Vining. Im 19. Jahrhundert spielt Deborah Heiligmans biografischer Roman Vincent and Theo: The Van Gogh Brothers (2017).

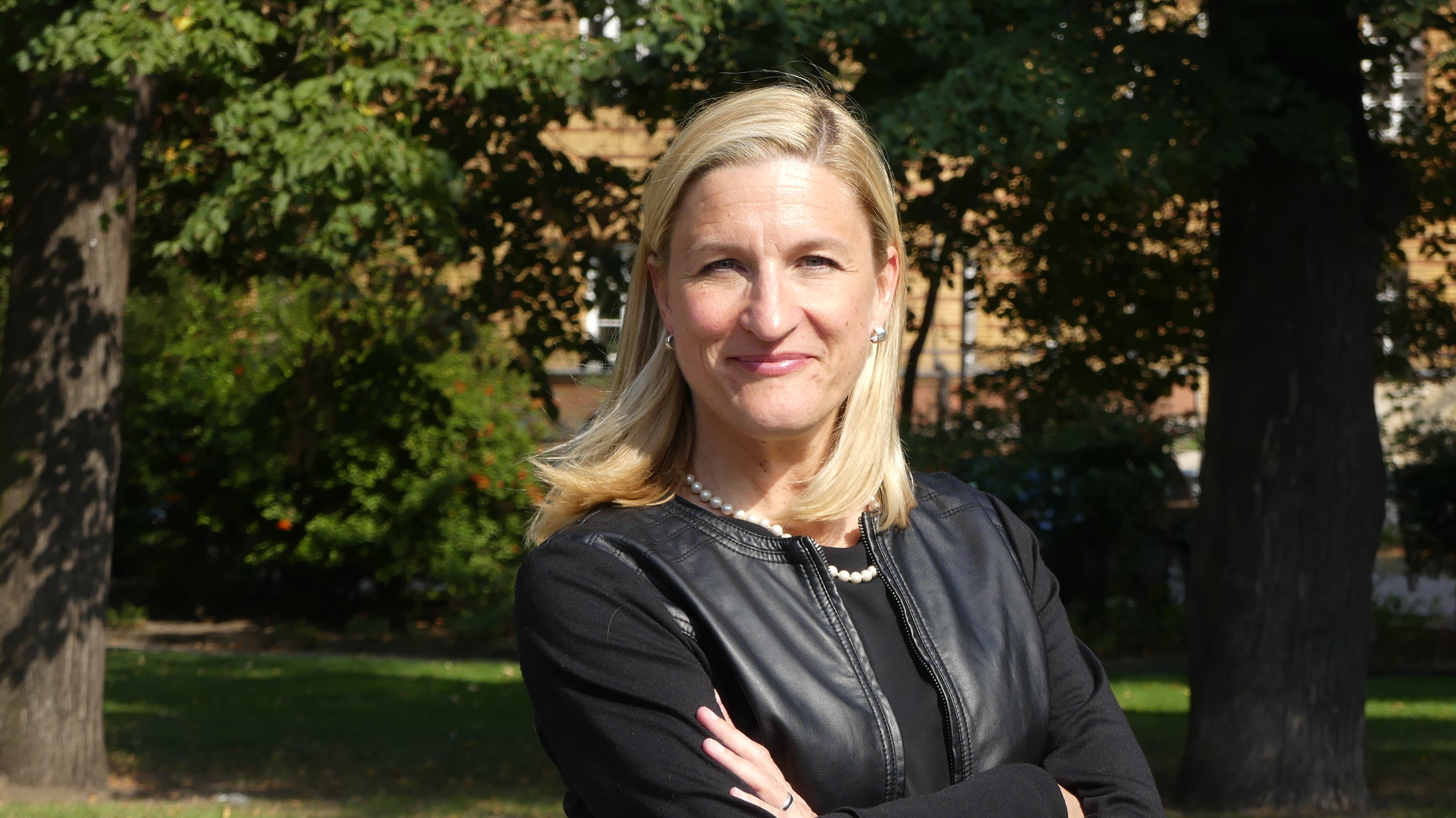
Rūta Šepetys (2016), Autorin von Between Shades of Gray

Mehrfach verarbeitete Themen aus der Geschichte des 20. Jahrhunderts sind der Völkermord an den Armeniern (Adam Bagdasarian: Forgotten Fire, 2000) und Europa in der Zeit des Zweiten Weltkrieges, einschließlich des Holocaust, mit Arbeiten wie Johanna Reiss: The Upstairs Room (1972), Myron Levoy: Alan and Naomi (1977), Kimberly Brubaker Bradley: For Freedom. The Story of a French Spy (2005), Ruta Sepetys: Between Shades of Gray (2011) und Elizabeth E. Wein: Code Name Verity (2012).
Ein weiterer geografischer Schwerpunkt amerikanischer historisierender Romane ist Ostasien. Bei der Kritik besonders erfolgreich waren Elizabeth Foreman Lewis: Young Fu of the Upper Yangtze (1932), Katherine Paterson: The Master Puppeteer (1975), Laurence Yep: Dragon’s Gate (2012), sowie Gene Luen Yang und Lark Piens Graphic Novel Boxers and Saints (2013).

### Phantastik

#### High Fantasy und Verwandtes

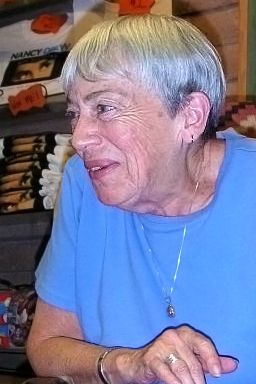
Ursula K. Le Guin (2004), eine Pionierin der amerikanischen High Fantasy für junge Leser

Phantastik war in den Vereinigten Staaten bis ins 20. Jahrhundert hinein meist im Grenzbereich zur Horror- (Edgar Allan Poe: Tales of Mystery & Imagination, postum 1908 [einzeln ab 1842]; H. P. Lovecraft: The Call of Cthulu, 1926) oder zur Science-Fiction-Literatur (Edgar Rice Burroughs: The Land That Time Forgot, 1918) geschrieben worden. Dies änderte sich grundlegend nach der Rezeption von J. R. R. Tolkiens Roman Lord of the Rings (Großbritannien, 1954/1955). Von der älteren, gleichfalls von fremdartigen Wesen, Völkern und Monstern beheimateten Phantastik unterschied dieses Werk sich dadurch, dass der Autor hier eine opulent bis ins Detail beschriebene eigenständige Welt geschaffen hatte, die kulturell und gesellschaftlich einem idealisierten Mittelalter nachempfunden war. Ein weiteres Kennzeichen der von Tolkien geprägten High Fantasy ist die explizite Kontextualisierung des Übernatürlichen und Magischen; dieses geschieht nicht einfach auf unerklärte und mysteriöse Weise, sondern folgerichtig und logisch aufgrund einer höheren Macht, die innerhalb der Welt des Romans akzeptiert und autorisiert ist.
In den 1970er-Jahren griffen amerikanische Autoren Tolkiens Anregungen auf und begannen eigene High Fantasy zu schreiben (Roger Zelazny: The Chronicles of Amber, 1970ff; Stephen R. Donaldson: The Chronicles of Thomas Covenant, 1977ff; Terry Brooks: Shannara-Serie, 1977ff; Piers Anthony: Xanth-Serie, 1977ff). Doch noch vor dieser ersten High Fantasy für Erwachsene eröffnete Ursula K. Le Guin im Januar 1964 mit der Kurzgeschichte The Word of Unbinding ihren Earthsee Cycle, dessen Kern fünf Romane bilden, die Le Guin von 1968 bis 2001 veröffentlichte. Neben Lloyd Alexanders Chronicles of Prydain (1964–1968) markiert Le Guins Werk den Beginn der amerikanischen High Fantasy für jugendliche Leser. Die Werke beider Autoren wurden von der Kritik hoch gepriesen und erhielten wichtige Literaturpreise wie z. B. den National Book Award.
1973 folgte William Goldmans Roman The Princess Bride, der über High Fantasy hinaus auch ein Liebesroman war. Das Buch war beim Publikum aber so erfolgreich, dass es unter demselben Titel später auch verfilmt wurde. Patricia A. McKillips Roman The Forgotten Beasts of Eld (1974) war das erste Buch, das mit einem World Fantasy Award ausgezeichnet wurde.
In den 1980er-Jahren begann Robin McKinley ihre literarisch ebenfalls anspruchsvolle Damar-Serie, die aus zwei Romanen (The Blue Sword, 1982; The Hero and the Crown, 1984) und mehreren Kurzgeschichten bestand. In den 1980er-Jahren lasen Teenager in zunehmendem Umfang serielle Fantasy-Literatur wie das The Song of the Lioness-Quartett (1983ff.) von Tamora Pierce und die Unicorns of Balinor-Romane (1988f.) von Claudia Bishop alias Mary Stanton; ob diese auch qualitativ eher durchschnittlichen Arbeiten als High Fantasy eingestuft werden können, ist umstritten. Erst 1996 erschien mit dem ersten Band von Megan Whalen Turners Reihe The Queen’s Thief erneut ein bei der Kritik hoch angesehenes Werk. Einige weitere Arbeiten weisen viele Merkmale von High Fantasy auf, ohne jedoch Tolkiens Vorbild eines quasi-mittelalterlichen Handlungsrahmens zu folgen (Clare Bell: The Named-Romane, 1983ff.; Diane Duane: Young Wizards-Romane, 1983ff.).

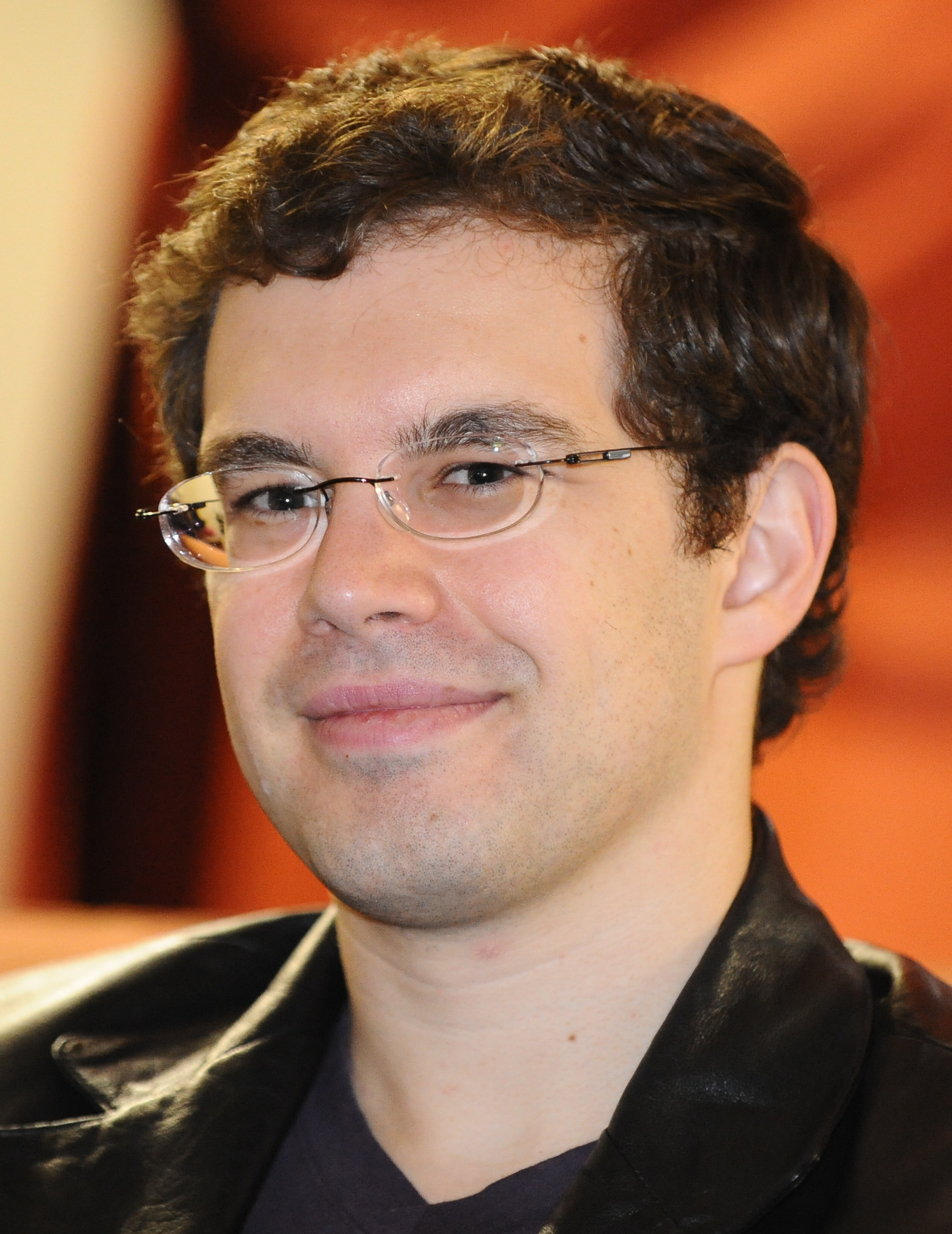
Christopher Paolini (2012), Autor von Eragon

Ein wiederkehrendes Element in der amerikanischen Jugend-Phantastik sind Drachen. Bereits 1968 hatte Anne McCaffrey die erste Folge ihrer sehr erfolgreichen Reihe Dragonriders of Pern veröffentlicht. 2003 folgte der spätere Pulitzer-Preisträger Christopher Paolini mit seinem Debütwerk Eragon. Paolini war zum Zeitpunkt des Erscheinens erst 20 Jahre alt und damit der erste sehr junge Amerikaner, der durch einen erfolgreichen und literarisch anspruchsvollen High-Fantasy-Roman hervortrat. Eragon wuchs bis 2011 zu einer Tetralogie (Inheritance Cycle) an; 2006 erschien unter dem Titel Eragon auch eine Filmadaption. Verglichen werden muss der Inheritance Cycle mit Cornelia Funkes Low-Fantasy-Roman Drachenreiter, der 2000 erstmals in Englische übersetzt wurde, in den USA aber erst im Jahre 2004 nach einer erneuten Übersetzung zum Bestseller wurde. Einer der jüngsten amerikanischen Drachenromane für junge Erwachsene ist das feministisch inspirierte Werk Damsel (2018) von Elena K. Arnold.

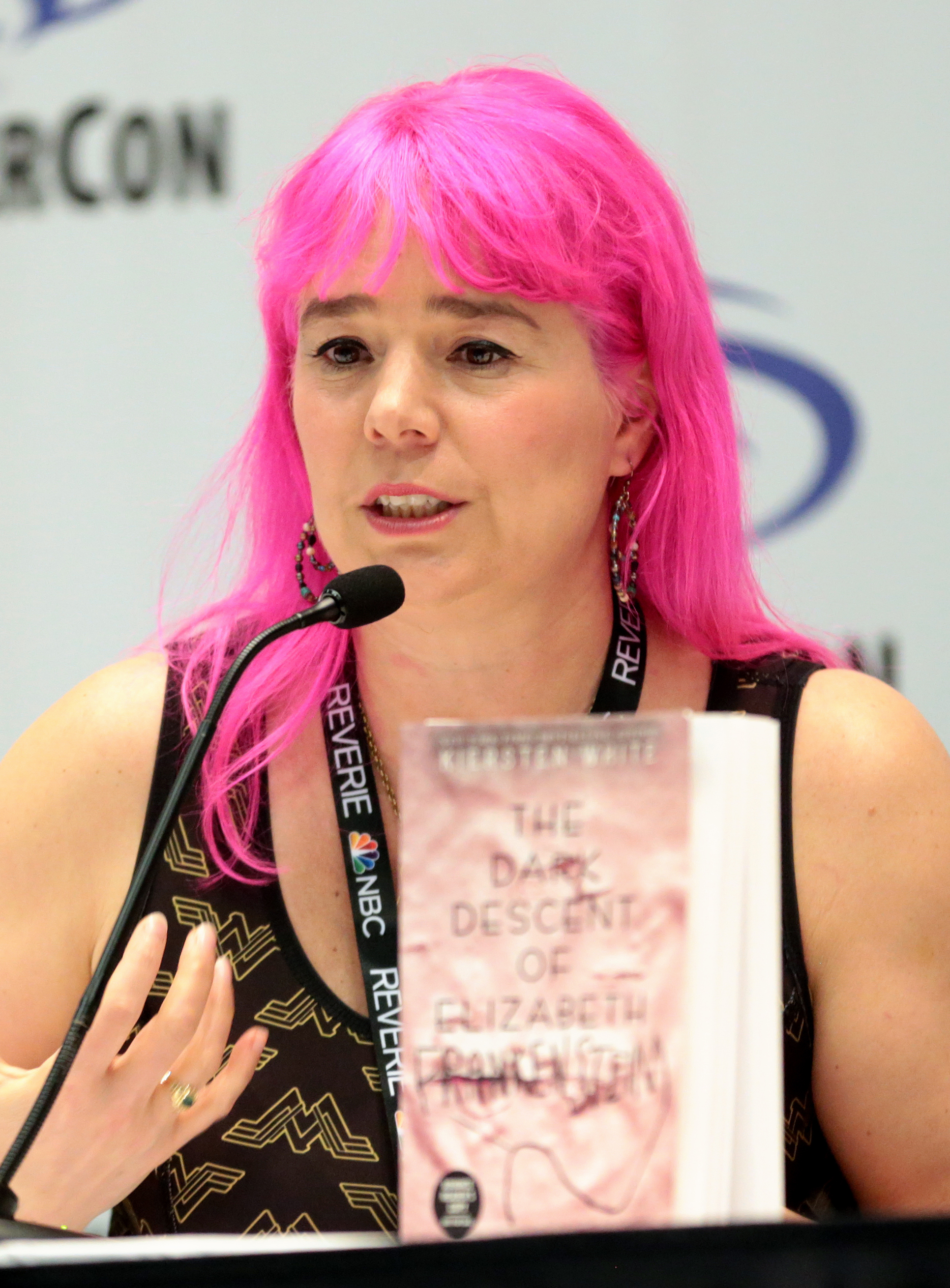
Laini Taylor (2018), Autorin von Strange the Dreamer

High Fantasy ist in den Vereinigten Staaten beim jugendlichen Publikum bis in die Gegenwart eines der beliebtesten Literaturgenres. Zu den jüngsten Bestsellern zählen die Reihe The Genesis of Shannara (2006–2008) von Terry Brooks, die auch mit Literaturpreisen ausgezeichnete Graceling-Realm-Trilogie (2008ff) von Kristin Cashore, die Grisha-Romane (2012ff.) von Leigh Bardugo, die Reihe His Fair Assassin (2012ff) von Robin LaFevers, Heartless von Marissa Meyer, die Red-Queen-Serie von Victoria Aveyard, die Serie An Ember in the Ashes (2016ff.) von Sabaa Tahir, die Serie Three Dark Crowns (2016ff.) von Kendare Blake, die Caraval-Romane (2017ff.) von Stephanie Garber und die Folk-of-the-Air-Trilogie von Holly Black (2018/2019). Auch von der Literaturkritik geschätzt wurden The Scorpio Races (2011) von Maggie Stiefvater und Strange the Dreamer (2017) von Laini Taylor. Eine die Konventionen des Genres sprengende Variante präsentierten Matthew Tobin Anderson und Zeichner Eugene Yelchin in Gestalt ihres satirischen und stark politischen Fantasyromans The Assassination of Brangwain Spurge (2018).

#### Weitere Subgenres
Neben den High-Fantasy-Romanen umfasst die amerikanische Jugendliteratur eine ganze Anzahl weiterer phantastischer Romane, die den verschiedensten Subgenres angehören. Ein frühes Beispiel ist Anpao: An American Indian Odyssey (1977) von Jamake Highwater über einen jungen Indianer, der eine Zeitreise in die Legendenwelt seines Volkes unternimmt. Francesca Lia Block veröffentlichte 1989 mit Weetzie Bat den ersten Band ihrer siebenteiligen Dangerous-Angels-Serie (1989–2012), die dem magischen Realismus, aber auch dem Mythpunk zugeordnet worden ist. Weetzie Bat erzählt von einem jungen Mädchen und ihrem schwulen besten Freund, die im hippen Hollywood die Liebe zu finden hoffen und dabei hier und da auch ein bisschen Magie ins Spiel bringen. 1998 erschien Louis Sachars komplexer und sehr erfolgreicher Roman Holes über den 14-jährigen Stanley Yelnats IV., der in einem Besserungscamp für kriminelle Jugendliche sich und seine Familie von einem Generationen alten Fluch befreit.
Einer der erfolgreichsten Fantasyromane der jüngeren Zeit ist Michael Scotts The Alchemyst (2007) über die 15-jährigen Zwillinge Sophie und Josh, die in ihrer Heimatstadt San Francisco unerwartet Nicolas Flamel begegnen, dem berühmten Alchemisten, der im Mittelalter das Geheimnis des ewigen Lebens entdeckt hat. Eine sehr kreative Art von Phantastik bot Libba Bray in ihrem Roman Going Bovine, dessen Held Cameron an Creutzfeldt-Jakob erkrankt und eine irrwitzige Reise unternimmt, bei der nie klar wird, ob er sie vielleicht nur halluziniert. Weitere Themen der jüngeren Phantastik sind Fälle von Teufelsbesessenheit (A. M. Jenkins: Repossessed, 2007), übernatürliche Liebe (Laini Taylor: Lips Touch 2009), das unerwartete Erwachen des Bewusstseins in den Körpern anderer Personen (David Levithan: Every Day 2012) sowie Zeitreisen (Alexandra Bracken: Passenger, 2016).
Einige Arbeiten basieren auf älteren Werken der phantastischen Literatur und geben diesen jeweils eine neue Wendung, darunter die Aschenputtelgeschichte Ash (2009) von Malinda Lo, deren Titelfigur hier als Lesbe neu erfunden wird, und Tiger Lily (2012) von Jodi Lynn Anderson, eine alternative Geschichte der bekannten Figur aus dem Peter-Pan-Stoff.
Von der Vielseitigkeit des phantastischen Genres, das sich auch gegen Eklektizismus und eine Vermischung der Formen nie sperrt, zeugen auch Werke wie die Graphic Novel Nimona (2015) von Noelle Stevenson und Akata Warrior (2017) von Nnedi Okorafor, die für diese Arbeit, in der Mythologie, Fantasy, Science-Fiction, Geschichte und Magie verschmelzen, 2018 den in diesem Jahr erstmals verliehenen Lodestar Award for Best Young Adult Book erhielt.

#### Horror
Seine größte Bedeutung hat der Horror für Teenager in den Vereinigten Staaten nicht in der Literatur, sondern im Film erlangt. Der erste speziell für Teenager produzierte Horrorfilm war im Jahr 1957 I Was a Teenage Werewolf gewesen. Später folgten Horror- und Slasherfilme wie Night of the Living Dead (1968), The Texas Chain Saw Massacre (1974), Halloween (1978), Friday the 13th (1980), A Nightmare on Elm Street (1984) und Scream (1996). Beispiele wie Truth or Dare (2018) oder Polaroid (2019) zeigen, dass Horrorfilme die Anziehungskraft, die sie auf Jugendliche ausüben, bis heute nicht verloren haben.
Daneben lesen amerikanische Teenager seit jeher aber auch Horrorliteratur:

##### Spuk- und Geistergeschichten
Bereits früh wurden in den Vereinigten Staaten Gespenstergeschichten für Kinder publiziert. Diese gingen nicht auf die englische Tradition, sondern auf die afroamerikanische Folklore zurück, in der Gespenster eine überaus komplexe Bedeutung hatten.
Eine der ersten nordamerikanischen Autorinnen, die für Kinder Gothic Novels schrieb, die sich an der englischen Tradition orientierte, war die Kanadierin L. M. Montgomery (Emily-Trilogie, 1923–1927). In den 1970er-Jahren begann die Amerikanerin Lois Duncan, Gothic Novels zu veröffentlichen, die gezielt für Teenager geschrieben waren, darunter Down A Dark Hall (1974) und Summer of Fear (1976); beide Bücher waren so erfolgreich, dass sie auch als Filme adaptiert wurden. Gothic Novels und Geistergeschichten haben in der Horrorliteratur für Jugendliche bis heute ihren Platz. Neuere literarisch anspruchsvolle Beispiele sind u. a. Mary Downing Hahn: Wait Till Helen Comes (1986), Joan Lowery Nixon: Whispers From the Dead (1989), Meg Cabot: Shadowland (2000), Alice Sebold: The Lovely Bones (2002), Katherine Marsh: The Night Tourist (2007), Nancy Holder: Possessions (2009) und Vera Brosgol: Anya’s Ghost (Graphic Novel, 2011). Oft geht es in diesem Genre darum, dass Verstorbene im Grab keine Ruhe finden, weil sie in der Welt der Lebenden noch gewisse Dinge ins Lot zu bringen haben.

##### Carrie: Teenager als Monster

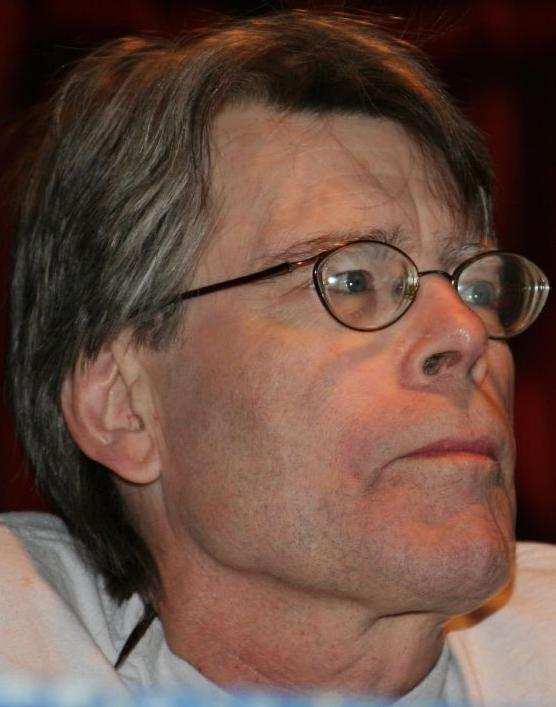
Stephen King (2007), Autor von Carrie

Die 1970er-Jahre waren für die Entwicklung des Horrors in der populären Kultur insgesamt bedeutend. Filme wie Duel, Jaws, Omen, Halloween und Amityville Horror fanden ein breites Publikum, und in dem Kassenschlager The Exorcist (1973), der Adaption eines Romans von William Peter Blatty, erschien zum ersten Mal ein pubertierendes Mädchen gleichzeitig als Monster und als Opfer. Der junge Stephen King griff die Idee auf und veröffentlichte 1974 seinen Erstling Carrie über eine 16-Jährige, die von ihren Mitschülern gemobbt wird, bis sie entdeckt, dass sie telekinetische Fähigkeiten besitzt. King wurde durch Carrie schlagartig berühmt, und sein Buch ebenfalls schon bald mit großem Erfolg verfilmt.
Das Motiv von – insbesondere weiblichen – Teenagern, die gleichzeitig Opfer und mörderische Werkzeuge übernatürlicher Mächte sind, erschien später auch in vielen weiteren Horrorromanen, etwa in Boobs (1989) von Suzy McKee Charnas, The Blooding (1997) von Patricia Windsor und Blood and Chocolate (1997) von Annette Curtis Klause. Zwei Beispiele aus der Young-Adult Fiction, in deren Mittelpunkt ebenfalls tödliche junge Frauen stehen, sind Peeps (2005) von Scott Westerfeld, über Collegestudenten, die sich beim Sex eine besondere SDI zuziehen, die sie in Kannibalen mit Superkräften verwandelt, und Chime (2011) von Franny Billingsley über eine junge Hexe, die die Macht besitzt, anderen zu schaden, und darum durch alle Qualen des Selbsthasses geht.

##### R. L. Stine

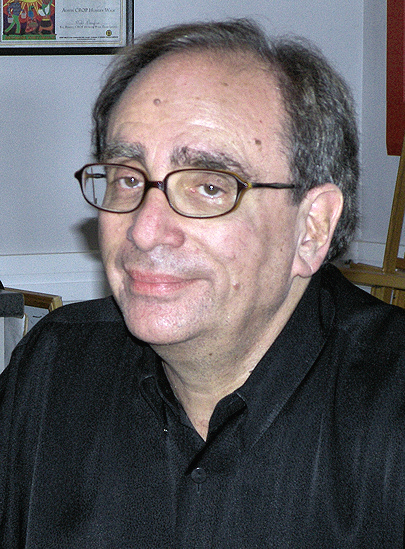
R. L. Stine (2008), Autor der Fear-Street-Serie

Zum Kernbestand der amerikanischen Horrorliteratur für junge Leser gehört das Werk von R. L. Stine, der 1986 seinen ersten Thriller für Teenager, Blind Date, veröffentlichte. Dessen Protagonist Kerry lernt auf seltsamen Wegen eine attraktive junge Frau kennen, die ihm dann jedoch eine Serie von beängstigenden und verstörenden Erlebnissen beschert. Blind Date bildete den Auftakt zu einer ganzen Point-Horror-Serie (1986–2014), an der von 1988 an auch andere Autoren beteiligt waren. 1989 startete Stine eine weitere Serie, Fear Street, die er ganz allein schrieb und die bis heute mehr als 50 Bände umfasst.

##### Vampire, Zombies, Monster, Dark Fantasy
Vampirromane erlebten in den 1970er-Jahren mit Salem’s Lot (1975) von Stephen King und Interview with a Vampire (1976) von Anne Rice große Popularität. Am Ende des 20. Jahrhunderts wurde das Genre auch bei Teenagern beliebt, allerdings in Formen, in denen das Element des Horrors weitgehend an Bedeutung verlor, nämlich als Vampir-Liebesromane (siehe Vampire Romance) und als Romane, die aus der Perspektive des Vampirs erzählt werden (Amelia Atwater-Rhodes: Den-of-Shadows-Serie, 2000ff; Melissa de la Cruz: Blue Bloods, 2007; P. C. Cast, Kristin Cast: Marked, 2007; Richelle Mead: Vampire Academy, 2007).
Relativ stark blieb das Horrorelement lediglich in solchen Arbeiten erhalten, die von einer Übernahme der Macht durch Vampire über die Menschen erzählen. Dieses Motiv, das in klassischen Vampirromanen wie Bram Stokers Dracula (1897) höchstens als Idee angelegt ist, wird in der Young-Adult Fiction gelegentlich vollumfänglich durchgespielt (Rachel Caine: The Morganville Vampires, 2000; K. C. Blake: Vampires Rule, 2011; Julie Kagawa: Blood of Eden, 2012; H. M. Ward: Bane, 2012).
Ein weiteres bei amerikanischen Teenagern beliebtes Horrorgenre ist Zombieliteratur, wie z. B. Carrie Ryans Erstlingsroman The Forest of Hands and Teeth (2009) über den Teenager Mary, die in einem von Zombies bedrohten postapokalyptischen Szenario zu überleben versucht. 2010 startete Jonathan Maberry seine Zombiereihe Rot & Ruin, deren Bände 2 und 3 zu den ersten Werken zählten, die im Rahmen der Verleihung des Bram Stoker Award – dem wichtigsten amerikanischen Horrorliteraturpreis – mit Preisen für die besten Jugendbücher ausgezeichnet wurden.
Um alle möglichen Arten von Ungeheuern geht es in Rick Yanceys Reihe The Mostrumologist (2009ff). In Dog Days (2014) von Joe McKinney ist es ein tödlicher Sumpf, der Figuren und Lesern Schrecken einjagt. Eine kleine Anzahl von Horrorromanen für Teenager greift Motive aus der klassischen Schauerliteratur auf, etwa RoseBlood (2017) von A. G. Howard (Das Phantom der Oper) und The Dark Descent of Elizabeth Frankenstein (2018) von Kiersten White (Mary Shelleys Frankenstein).
Werke, die sich stilistisch in der Grauzone zwischen Horror und Fantasy befinden, werden im englischen Sprachraum als Dark Fantasy eingestuft. Beispiele finden sich auch in der Young-Adult Fiction: The Wall and the Wing (2007) von Laura Ruby, The Mortal Instruments (2007ff) von Cassandra Clare, Snowed (2018) von Maria Alexander und Furyborn (2018) von Claire Legrand.

##### Unheimliche Operationen
Im frühen 21. Jahrhundert fand ein Sujet zunehmend Verbreitung, das mit dem Grauen vor erzwungenen Modifikationen und Operationen am menschlichen Körper spielt. Oft werden diese den jungen Protagonisten in einem dystopischen Umfeld aufgezwungen; viele dieser Romane lassen sich entweder der Science-Fiction oder der Phantastik zuordnen. Ein frühes Beispiel ist der Roman Feed (2002) von M. T. Anderson. The Bar Code Tattoo (2004) von Suzanne Weyn handelt von einer Gesellschaft mit „gläsernen“ Bürgern, die Strichcodes tätowiert bekommen. Scott Westerfelds dystopischer Jugendroman Uglies (2005) erzählt von einer Zukunftsgesellschaft, in der unter dem Druck extremer Konformität alle 16-Jährigen per plastischer Chirurgie ein neues Gesicht erhalten; die 15-jährige Tally begehrt auf. Um noch weitaus radikalere Eingriffe in die körperliche Integrität junger Protagonisten geht es in The Adoration of Jenna Fox (2008) von Mary E. Pearson, Noggin (2014) von John Corey Whaley und in John Dixons Serie Phoenix Island (2014ff).
Mit dem Grauen vor einem Ausschlachten des eigenen Körpers spielen zwei Romane über dystopische Gesellschaften, in denen Jugendlichen zwangsweise ihre Organe entnommen werden können (Nancy Farmer: The House of the Scorpion, 2002; Neal Shusterman: Unwind, 2007).

### Science-Fiction
Als die amerikanische Jugendliteratur in den 1970er-Jahren ihre heutige Gestalt annahm, waren Teenager als Protagonisten von Science-Fiction nichts Neues. Bereits 1962 hatte Madeleine L’Engle ihren Bestseller und Newbery-Preisträger A Wrinkle in Time veröffentlicht, in dem die 13-jährige Meg gemeinsam mit ihren jüngeren Brüdern und einem Freund durchs Universum reist, um sowohl ihren Vater als auch die Welt zu retten. L’Engle ließ mehrere Fortsetzungen folgen (Time Quintett), von denen das dritte, A Swiftly Tilting Planet (1978), einen National Book Award errang.
Die Verquickung von Science-Fiction und Fantasy, die das Time-Quintett kennzeichnete, findet sich auch in sehr vielen späteren Science-Fiction-Romanen, die für jugendliche Leser geschrieben wurden. Nicht zufällig sind die bedeutendsten amerikanischen Literaturpreise, mit denen Science-Fiction für Jugendliche ausgezeichnet werden kann – der Andre Norton Award (seit 2006) und der Lodestar Award (seit 2018, erfolgt innerhalb der Verleihung des Hugo Award) – gleichzeitig auch Fantasy-Preise, und unter den Preisträgern befinden sich reine Fantasyromane tatsächlich weitaus häufiger als solche mit ausgeprägten Science-Fiction-Elementen. So ist im Gesamtangebot literarisch anspruchsvoller amerikanischer Jugendliteratur die reine Science-Fiction, die eher Wissenschaft und Technologie als Kultur und Gesellschaft im Blickpunkt hat, auch eher unterrepräsentiert.

#### Tie-Ins:Star TrekundStar Wars
Wie das Beispiel des New-York-Times-Bestsellers Pan’s Labyrinth (2019) von Guillermo del Toro und Cornelia Funke zeigt, das nach dem gleichnamigen Film geschrieben wurde, sind Tie-in-Romane für Teenager keineswegs auf Science-Fiction beschränkt.
Dennoch überwiegt die Science-Fiction hier. So sind auf der Grundlage der bei jungen Amerikanern bis heute sehr populären Fernseh- und Spielfilmserien Star Trek (seit 1966) und Star Wars (seit 1977) zahlreiche Tie-in-Romane entstanden, die ebenfalls zu einem erheblichen Teil von Jugendlichen gelesen werden, beginnend mit James Blish: Star Trek 1 (1967) und Alan Dean Foster (als Ghostwriter für George Lucas): Star Wars: From the Adventures of Luke Skywalker (1976). Erfolgreiche jüngere Beispiele sind die Romanreihe Star Trek: The Original Series (1979ff) von Gene Roddenberry u. a., die Imzadi-Serie (1992ff) von Peter David, die Jedi-Apprentice-Serie (1999ff) von Dave Wolverton und Jude Watson, die Jedi-Quest-Serie (2001ff) von Jude Watson und die Boba-Fett-Serie (2002ff) von Terry Bisson. Einer der jüngsten New-York-Times-Bestseller war seit März 2014 Star Wars: Queen’s Shadow (2019) von E. K. Johnston.

#### Weltraumgeschichten
Seit den 1970er-Jahren nutzen viele Jugendbuchautoren das Genre Science-Fiction, um apokalyptische oder dystopische Szenarien zu entwickeln. Daneben existieren jedoch auch etliche – meist serielle – Romane, deren Handlung im Weltraum angesiedelt ist, und die heute fast immer von weiblichen Autoren für ein weibliches Publikum geschrieben werden, wie etwa Empress of a Thousand Skies (2017) von Rhoda Belleza, Honor Among Thieves von Rachel Caine und Ann Aguirre, Mirage von Somaiya Daud, The Loneliest Girl in the Universe (alle drei 2018) von Lauren James, The Cerulean von Amy Ewing und Last of Her Name (beide 2019) von Jessica Khoury. Eines der ganz wenigen hochwertigen Bücher in diesem Genre war der Newbery-Honor-Roman Enchantress from the Stars (1970) von Sylvia Engdahl.

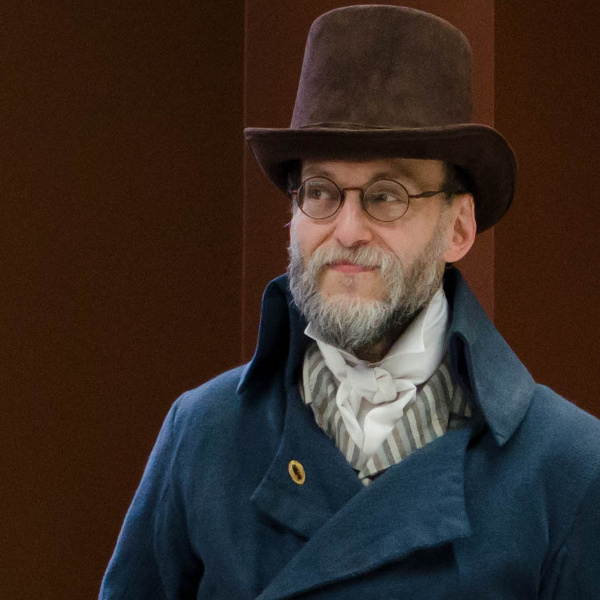
David D. Levine (2016), Autor von Arabella of Mars

Gelegentlich werden Weltall- und Raumflugszenarien nur verwendet, um vertraute Geschichten in frischem Gewand zu zeigen, wie etwa im Falle von Fonda Lees Roman Zeroboxer (2015) um einen jungen Sportler, der als Erdling in einer Welt Karriere macht, in der die (genetisch modifizierten) Marsianer als die überlegene Rasse gelten. Ein weiteres Beispiel ist der mit einem Andre Norton Award ausgezeichnete Steampunkroman Arabella of Mars. Das Buch erzählt die Geschichte einer jungen Frau, die auf dem Mars als Wildfang aufgewachsen, zur Verfeinerung ihrer Erziehung aber nach London, England gebracht wird. Der Name der Protagonistin spielt auf die gleichnamige Titelheldin von Georgette Heyer an, die ebenfalls aus der Provinz nach London gebracht wird, wobei Levines Arabella freilich weitaus turbulentere Abenteuer erlebt als die von Heyer.

#### Alien-Invasionen und postapokalyptische Szenarien
Großen Erfolg hatte ein Military-Science-Fiction-Roman von Orson Scott Card: Ender’s Game (1985). Dessen Titelheld glaubt, an einem Computerspiel teilzunehmen. Tatsächlich ist das Virtuelle aber die Realität: Die Menschheit befindet sich in einem verzweifelten Kampf mit invadierenden Aliens. Ender, der das Ergebnis eines genetischen Experiments ist, könnte als militärisches Genie alles zum Guten wenden. In einigen anderen Arbeiten hat die feindliche Übernahme der Welt durch Aliens bereits stattgefunden, etwa in The Dark Side of Nowhere (1997) von Neal Shusterman, der Reihe Old Man’s War (2007ff) von John Scalzi, der sehr erfolgreichen Trilogie The 5th Wave (2012ff) von Rick Yancey, Exo (2017) von Fonda Lee und Crystalline Space (2018) von A. K. DuBoff.
Ein weiteres populäres Subgenre innerhalb der Teenager-Science-Fiction bilden Romane mit postapokalyptischen Szenarien, in denen die Menschheit unmittelbar vom Aussterben bedroht ist. So erzählt Z for Zachariah (1974) von Robert C. O’Brien die Geschichte einer kleinen Zahl von Jugendlichen, die die letzten Überlebenden eines Atomkrieges sind. Ähnliche Sujets haben Alien Child (1988) von Pamela Sargent, Life as We Knew It (2006) von Susan Beth Pfeffer, Grasshopper Jungle von Andrew A. Smith, The Last Human (beide 2014) von Ink Pieper und The Last Girl on Earth (2018) von Alexandra Blogier.

#### Dystopien

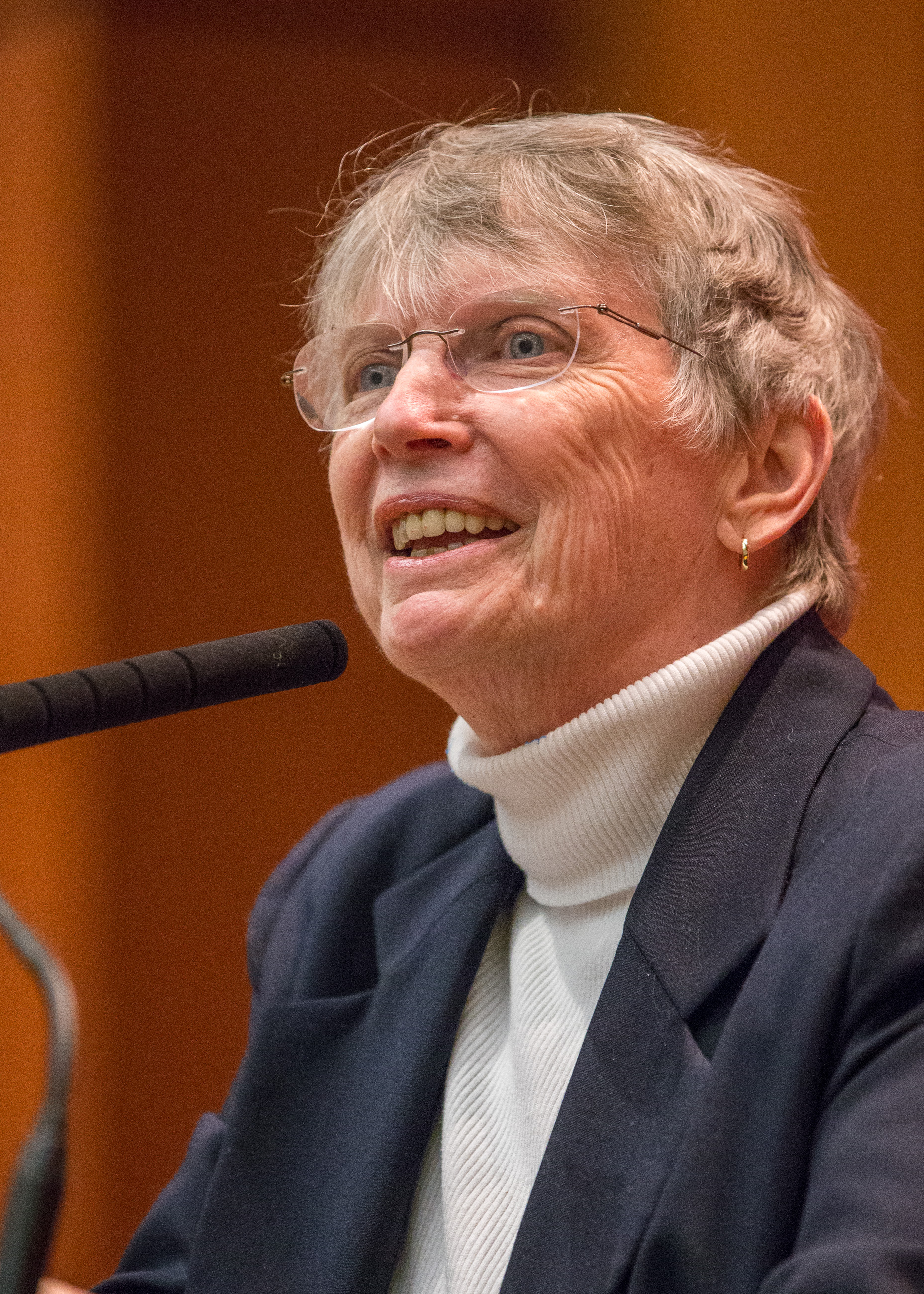
Lois Lowry (2014), Autorin von The Giver

Die amerikanische dystopische Romanliteratur hatte lange Zeit im Schatten der britischen gestanden und sich hauptsächlich als Sonderform der für ein erwachsenes Lesepublikum geschriebenen Science-Fiction-Literatur entfaltet. Einer der frühesten amerikanischen dystopischen Romane mit adoleszenten Hauptfiguren war Logan’s Run (1967) von William F. Nolan und George Clayton Johnson gewesen, in dem es um eine Gesellschaft geht, die den Wohlstand aller dadurch sichert, dass kein Mitglied älter als 20 Jahre wird. Es folgten The Girl Who Owned a City (1975) von O. T. Nelson, The Long Walk (1979) von Stephen King, Sea of Glass (1986) von Barry B. Longyear und Parable of the Sower (1993) von Octavia E. Butler.
Großen Einfluss auf die Entwicklung des Genres hatte Lois Lowrys 1993 erschienener Roman The Giver, der von einer Gesellschaft erzählt, die alle Emotionen zu unterbinden und die Individuen bis ins Intimste hinein zu überwachen und steuern sucht. Weitere dystopische Romane des ausgehenden 20. Jahrhunderts waren Among the Hidden (1998) von Margaret Peterson Haddix und The Cure (1999) von Sonia Levitin. 2002 erschien mit M. T. Andersons Werk Feed der erste für Jugendliche geschriebene Cyberpunkroman. Anregungen für diese besondere Form der dystopischen Literatur hatten Romane wie Diamond Age (1995) von Neal Stephenson geliefert. Auf Feed folgten The City of Ember (2003) von Jeanne DuPreau und The Host (2008) von Stephenie Meyer.

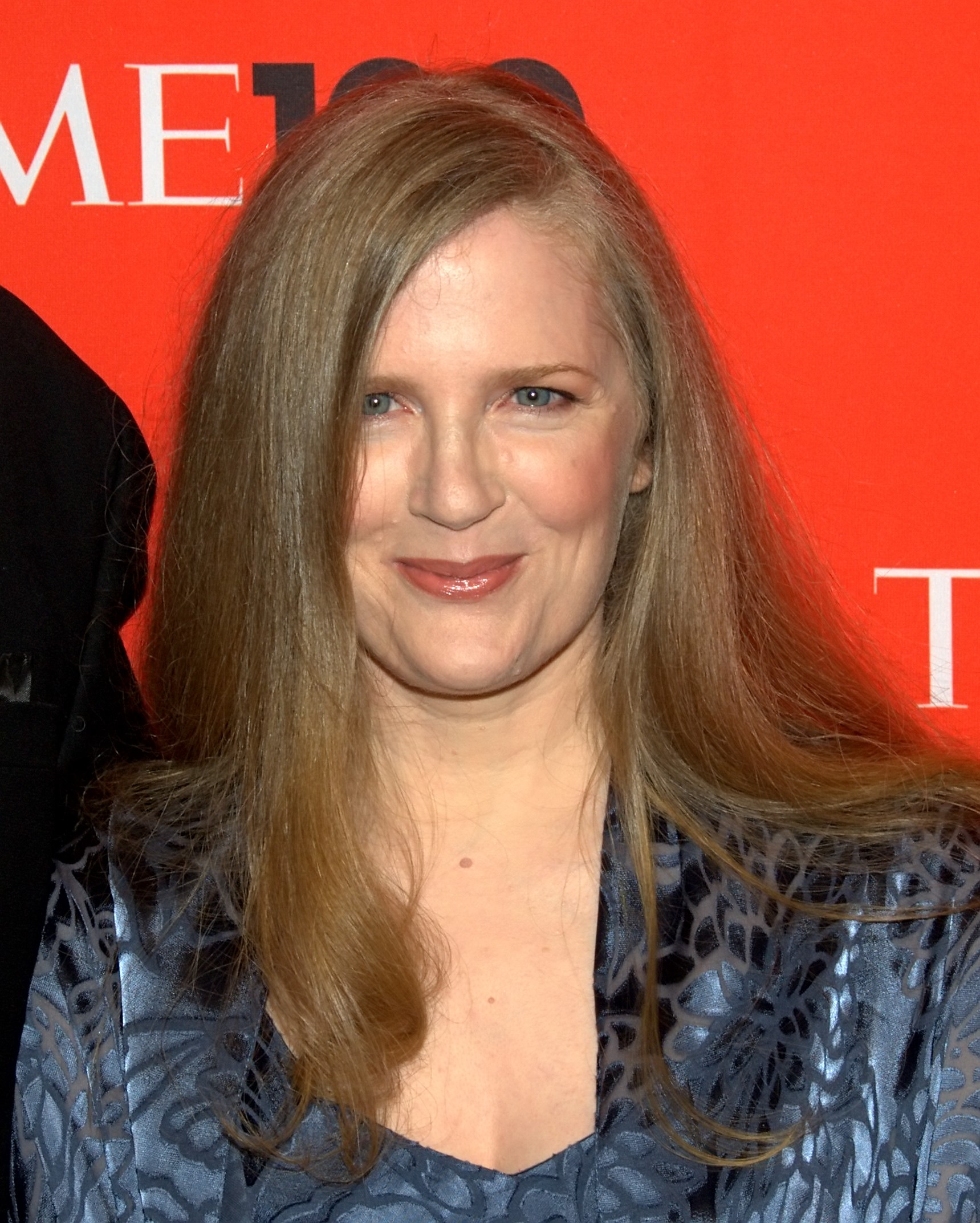
Suzanne Collins (2010), Autorin der Romantrilogie The Hunger Games (deutsch: Die Tribute von Panem)

Rekordauflagen erreichte Ende der 2000er-Jahre Suzanne Collins’ Romantrilogie The Hunger Games (2008–2010). Die darin vorgestellte postapokalyptische Gesellschaft hält ihre brutal unterworfene Bewohnerschaft vom Rebellieren ab, indem sie ausgewählte Teenager in eine Art Gladiatorenkämpfe schickt, die live im Fernsehen übertragen werden. Die 16-jährige Katniss Everdeen meldet sich freiwillig, um ihre jüngere Schwester zu retten. Die Bücher wurden in mehr als 50 Sprachen übersetzt und haben bis heute (2019) eine Gesamtauflage von mehr als 100 Mio. Exemplaren erreicht. Das in West Hollywood niedergelassene unabhängige Produktionsunternehmen Color Force hat die Romane inzwischen auch als Filme adaptiert (The Hunger Games, 2012–2015).
Die Filmkritikerin Dana Stevens hat vermutet, dass Teenager sich von den neuen Dystopien darum so besonders angesprochen fühlen, weil diese Literatur es ihnen erlaubt, Beziehungen herzustellen zu ihren alltäglichen Erfahrungen in der High School, in der sie häufig einem Wettlauf um persönliche Popularität ausgesetzt sind. Die virtuelle Welt des dystopischen Romans verwandle den Aufruhr, der in Körper und Seele der jungen Leser herrscht, in Fiktion.
Die starke Nachfrage nach dystopischen Jugendromanen, die mit der Hunger-Games-Trilogie offensichtlich geworden war, veranlasste eine ganze Reihe neuer Autoren zum Schreiben vergleichbarer Werke. Darunter waren die Libyrinth-Serie von Pearl North, die Maze-Runner-Serie (beide 2009ff) von James Dashner, Ship Breaker (2010) von Paolo Bacigalupi, die Matched-Trilogie von Ally Condie, die Chemical-Garden-Trilogie von Lauren DeStefano, die Divergent-Trilogie von Veronica Roth, Ready Player One von Ernest Cline, die Legend-Trilogie von Marie Lu, die Shatter-Me-Reihe (alle 2011ff.) von Tahereh Mafi, die Article-5-Trilogie von Kristen Simmons, der Doppelroman Save the Pearls von Victoria Foyl, die Trilogie Under the Never Sky von Veronica Rossis und die Selection-Pentalogie (alle 2012ff) von Kiera Cass.
Ink Piepers im Juli 2014 erschienenes Buch The Last Human bot insofern eine Unterbrechung, als dieser dystopische Roman als Einzelwerk angelegt war, hoch komplex geschrieben und reich an philosophischen Überlegungen zu Themen wie Freiheit, Moral und Macht war. Jüngere dystopische Jugendbücher sind die Red Rising Saga (2014ff) von Pierce Brown, die Arc-of-the-Scythe-Trilogie von Neal Shusterman, die Serie Children of Eden (beide 2016ff) von Joey Graceffa und Want (2017) von Cindy Pon.

## Weitere Gattungen und Formen

### Lyrik

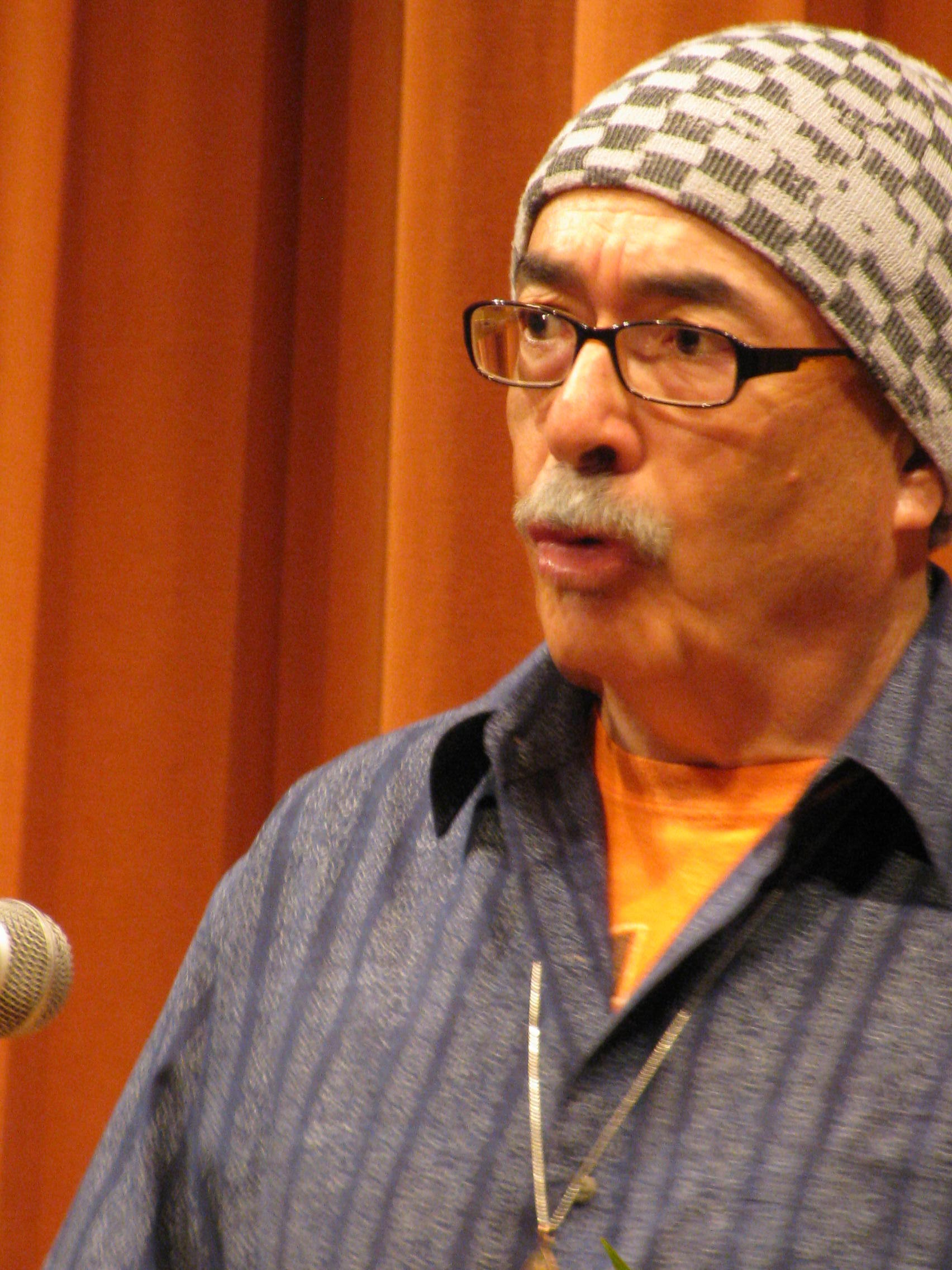
Juan Felipe Herrera (2011)

Viele der bedeutendsten amerikanischen Dichter – wie Henry Wadsworth Longfellow, Edgar Allan Poe, Walt Whitman, Emily Dickinson, Robert Frost und Carl Sandburg – haben jungen Lesern schon im 19. und frühen 20. Jahrhundert ansprechende Lektüre geboten. Als Zielpublikum für Gedichte, die eigens für sie geschrieben oder in Anthologien zusammengestellt werden, sind Teenager in den Vereinigten Staaten jedoch erst spät entdeckt worden. Ein frühes Beispiel ist der von Joshua Blum, Bob Holman und Mark Pellington zusammengestellte und visuell aufwendig gestaltete Band United States of Poetry (1996), der Gedichte von 77 mehrheitlich zeitgenössischen, aber sehr ungleichen Autoren zusammenbringt. Weitere einschlägige Anthologien sind I Just Hope It’s Lethal: Poems of Sadness, Madness, and Joy (2005, Zusammenstellung: Liz Rosenberg, Deena November) und Please Excuse This Poem: 100 New Poets for the Next Generation (2015, Brett Fletcher Lauer u. a.). Bereits 2003 hat die Non-Profit-Organisation WritersCorps den Band Paint Me Like I Am veröffentlicht, in dem Gedichte von Teenagern zusammengestellt sind.
Zu den namhaftesten Autoren, die in jüngerer Zeit Gedichte für adoleszente Leser veröffentlicht haben, zählen Juan Felipe Herrera (Laughing Out Loud, I Fly, 1998), Tupac Shakur (The Rose That Grew From Concrete, 1999), Pat Mora (My Own True Name, 2000), Walter Dean Myers (Here in Harlem: Poems in Many Voices, 2004), Naomi Shihab Nye (A Maze Me: Poems for Girls, 2005), John Grandits (Blue Lipstick: Concrete Poems, 2007), Elise Paschen (Poetry Speaks Who I Am, 2010), Christine Heppermann (Poisoned Apples: Poems for You, My Pretty, 2014) und Margarita Engle (Two Cultures, Two Wings, 2015).
Elizabeth Acevedos weitgehend in Versen geschriebener Roman The Poet X (2018) wurde mit einem National Book Award ausgezeichnet. Versromane für Jugendliche haben im 21. Jahrhundert relativ starke Verbreitung gefunden; weitere Beispiele sind What My Mother Doesn’t Know (2003) von Sonya Sones, Crank (2004) von Ellen Hopkins, Splintering (2004) von Eireann Corrigan, Psyche in a Dress (2006) von Francesca Lia Block und I Heart You, You Haunt Me (2008) von Lisa Schroeder.
Weitaus größere Bedeutung als die gedruckte Poesie hatten und haben für amerikanische Jugendliche häufig die Songtexte der von ihnen bevorzugten Musik. Die Texte von Singer-Songwritern wie Woody Guthrie, dem Literaturnobelpreisträger Bob Dylan oder Joni Mitchell stellen besonders offensichtliche Beispiele dar. Aber auch Texte aktueller Künstler (z. B. Lady Gaga, Beyoncé, Usher, Bruno Mars) haben bei Literaturwissenschaftlern gelegentlich Interesse erregen können. Ein weiteres jüngeres Beispiel sind die Hip-Hop-Texte, die – ebenso wie Slam Poetry – an amerikanischen Schulen derzeit (2019) oft eingesetzt werden, um Teenagern im Englischunterricht die Lyrik zu erschließen.

### Short Story
Die Short Story hat in den Vereinigten Staaten mit Autoren wie Washington Irving, Edgar Allan Poe, Herman Melville, Kate Chopin, F. Scott Fitzgerald, William Faulkner, Ernest Hemingway, Eudora Welty, John Cheever, Flannery O’Connor, Raymond Carver und vielen anderen ein reiches Erbe. In der Jugendliteratur jedoch ist diese Form der Prosa ähnlich unterrepräsentiert wie das Gedicht.

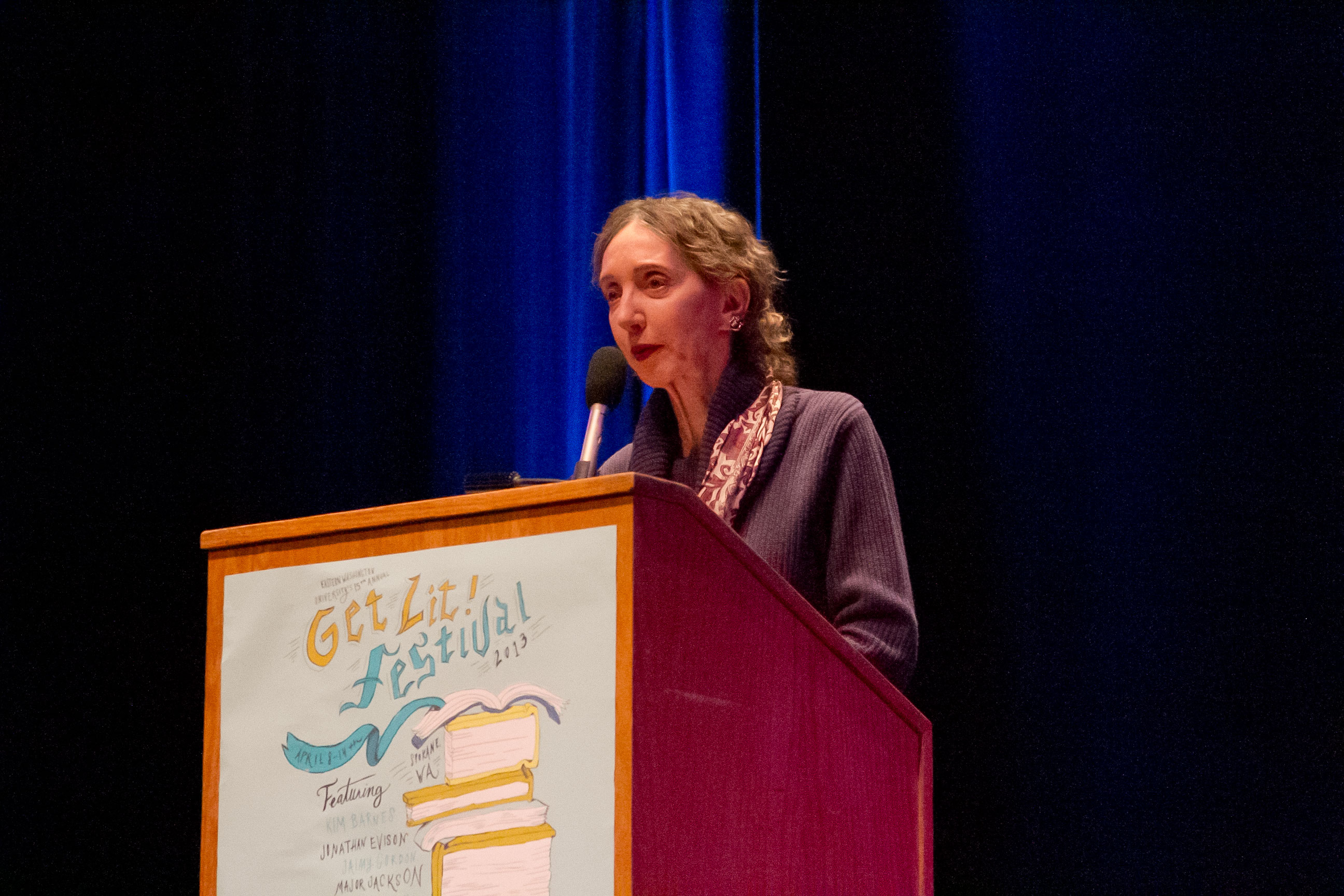
Joyce Carol Oates (2013), Autorin von Small Avalanches and Other Stories

Die prominenteste Ausnahme von der Regel, dass Autoren von Short Storys nur selten für jugendliche Leser schreiben, ist Joyce Carol Oates, die 2003 einen Band Small Avalanches and Other Stories veröffentlicht hat. Weitere produktive Autoren von Short Storys für jugendliche Leser sind Judy Angell, Robin F. Brancato, Sue Ellen Bridgers, Bruce Coville, Cin Forshay-Lunsford, Marijane Meaker, Norma Fox Mazer, Lensey Namioka, Jean Davis Okimoto, Richard Peck, Susan Beth Pfeffer, Morton Rhue, Colby Rodowsky, Ouida Sebestyen, Marjorie Weinman Sharmat, Ellen Wittlinger und Jane Yolen.
Einen guten Einstieg in die Short-Story-Literatur für adoleszente Leser bieten Anthologien wie die von Donald R. Gallo herausgegebenen Bände Sixteen (1985), Visions (1988) und Connections (1990). Der 2011 von Christine Perkins-Hazuka herausgegebene Band Sudden Flash Youth enthält gleich 65 Geschichten. Im selben Jahr erschien auch die von der Book Wish Foundation der Penguin Group herausgegebene Anthologie What You Wish For: A Book for Darfur (2011).
Andere Anthologien sind speziellen Themen oder Genres gewidmet, z. B. LGBT (Am I Blue? Coming Out from the Silence, 1994), den ganz jungen Teenagern (13: Thirteen Stories that Capture the Agony and Ecstasy of Being Thirteen, 2003), jugendlichen Migranten (First Crossing: Stories about Teen Immigrants, 2004), verschiedenen Hautfarben (Face Relations: 11 Stories about Seeing Beyond Color, 2004), sozialen Außenseitern (Outside Rules: Short Stories about Nonconformist Youth, 2006) oder Behinderungen (Owning it: stories about teens with disabilities, 2010). Sumaiya Beshir hat 2004 bzw. 2007 zwei Sammelbände mit Short Storys junger muslimischer Autoren herausgegeben.

### Graphic Novel

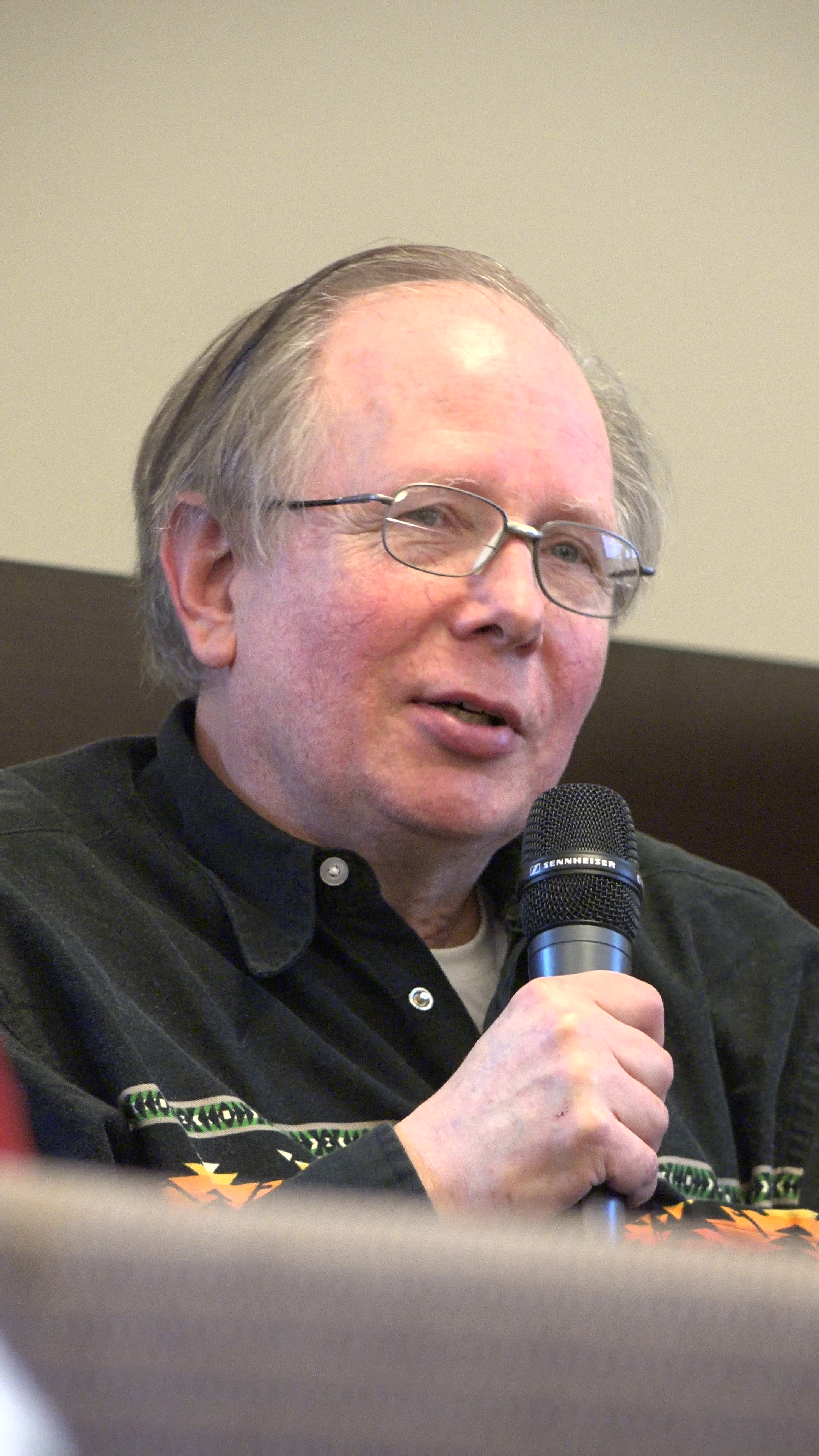
Howard Cruse (2015), Autor von Stuck Rubber Baby, einer preisgekrönten Graphic Novel, die die Geschichte der amerikanischen Bürgerrechts- und Schwulenbewegung erzählt

Als Graphic Novels bezeichnet man mit Richard Kyle erzählende Werke, die mit den Ausdrucksmitteln des Comic arbeiten, aber nicht als Periodika veröffentlicht werden. Als die erste Graphic Novel, die explizit als solche publiziert wurde, gilt Bloodstar (1976) von Richard Corben. Die neue Literaturform entwickelte sich zunächst hauptsächlich in den USA. Art Spiegelmans mit dem Pulitzer-Preis ausgezeichnete Graphic Novel Maus (1986) und Neil Gaimans New-York-Times-Bestseller The Sandman (1988–1996) verhalfen ihr zu Ansehen und Popularisierung.
Viele Graphic Novels sind gezielt für jugendliche Leser geschrieben. Zu den bedeutendsten Beispielen zählen die Geschichtsromane To the Heart of the Storm (1991) von Will Eisner, Stuck Rubber Baby (1995) von Howard Cruse und Boxers and Saints (2013) von Gene Luen Yang und Lark Pien. Weitere typische Genres sind Science-Fiction (Charles Burns: Black Hole, 1995ff; Phil und Kaja Foglio: Girl Genius, 2001ff; Noelle Stevenson: Nimona, 2012), Horrorliteratur (Caitlín R. Kiernan: Alabaster Wolves, 2013) und Phantastik (Sana Amanat u. a.: Ms. Marvel #1: No Normal, 2013; Marjorie Liu, Sana Takeda: Monstress, 2015ff.).
Unter den jüngeren Graphic Novels für jugendliche Leser jedoch gehören viele der besten Werke den realistischen Genres an, wie Ghost World (1997) von Daniel Clowes, One Hundred Demons (2002) von Lynda Barry, Blankets (2003) von Craig Thompson, Tricked (2005) von Alex Robinson, Swallow Me Whole (2008) von Nate Powell, Stitches (2009) von David Small und Anya’s Ghost (2011) von Vera Brosgol. Die mit Preisen ausgezeichneten Arbeiten Persepolis (2000/2004) von Marjane Satrapi und American Born Chinese (2006) von Gene Luen Yang erzählen transkulturelle Geschichten.
Die Förderung von Reluctant Readers (Kindern und Jugendlichen, die ungern oder gar nicht lesen) hat im amerikanischen Bibliotheks- und Bildungswesen seit etwa 1950 einen besonderen Stellenwert. Viele amerikanische Autoren, darunter etwa Scott Corbett, verstehen sich gleichzeitig als Schriftsteller und Erzieher, deren pädagogisches Ziel insbesondere darin besteht, Literatur hervorzubringen, die Reluctant Readers zum Lesen verführt. Da viele Reluctant Readers gern Comics lesen, sind manche Autoren dazu übergangen, literarische Werke, die von Teenagern – etwa in der Schule – gelesen werden sollen, als Graphic Novels zu adaptieren. Ein erfolgreiches Beispiel sind die von Neil Barbra adaptierten und illustrierten No Fear Shakespeare Graphic Novels (2003ff), die die Werke von William Shakespeare nicht nur in Bildergeschichten umsetzen, sondern auch die von amerikanischen Schülern oft gefürchtete Sprache, das elisabethanische Englisch, in modernes Englisch übertragen. In jüngerer Zeit wurden selbst ausgesprochene Jugendbücher als Graphic Novels adaptiert (Walter Dean Myers, Guy A. Sims: Monster. A Graphic Novel, 2015; Laurie Halse Anderson, Emily Carroll: Speak. The Graphic Novel, 2018).

### Manga
Als japanisches Exportgut haben Mangas in den Vereinigten Staaten am Ende des 20. Jahrhunderts an Verbreitung gewonnen. Als eines der ersten für den amerikanischen Markt ins Englische übersetzte Werke gilt die Serie Barfuß durch Hiroshima von Keiji Nakazawa, die 1976 im neu gegründeten Verlag EduComics publiziert wurde.
In den folgenden Jahrzehnten konnten sich auch Mangas amerikanischer Autoren Marktanteile erobern. Zu den ersten sogenannten OEL Manga (original English language manga) zählen Elfquest (1978ff) von Wendy und Richard Pini und Ninja High School (1987ff) von Ben Dunn. Bedeutende Beispiele jüngeren Datums sind 100 % (2002–2003) von Paul Pope, King City (2007) von Brandon Graham, Empowered (2007ff) von Adam Warren, By Chance or Providence (2011ff) von Becky Cloonan und In Real Life (2014) von Jen Wang und Cory Doctorow.

### Schauspiel, Musical
Bedeutende amerikanische Bühnenstücke, in denen Teenager zentrale Rollen spielen, sind u. a. Thornton Wilder: Our Town (1938), William Inge: Picnic (1953), Henry Miller: The Crucible (1953), Robert Anderson: Tea and Sympathy (1953), Look Homeward, Angel (1957) von Ketti Frings, The Effect of Gamma Rays on Man-in-the-Moon Marigolds (1965) von Paul Zindel und The Last Night of Ballyhoo (1996) von Alfred Uhry. Jüngere Beispiele sind die für ein Teenagerpublikum geschriebenen abendfüllenden Stücke How I Learned to Drive (1997) von Paula Vogel, Mirror Mirror (2010) von Sarah Treem, She Kills Monsters (2011) von Qui Nguyen, Milk Like Sugar (2012) von Kirsten Greenidge und The Lost Girl (or First Chair) (2015) von Lauren Yee. Ein Literaturpreis, mit dem speziell Bühnenstücke für jugendliche Zuschauer ausgezeichnet werden können, existiert in den Vereinigten Staaten bisher nicht.
Auch einige erfolgreiche Musicals haben adoleszente Protagonisten (Leonard Bernstein: West Side Story, 1957; Warren Casey, Jim Jacobs: Grease, 1971; Roger Miller, William Hauptman: Big River, 1985; Duncan Sheik, Steven Sater: Spring Awakening, 2006; Alan Menken u. a.: The Little Mermaid, 2008; Alan Menken, Harvey Fierstein: Newsies, 2011). Speziell für ein Publikum von Teenagern geschrieben wurden die Musicals Hairspray (2002) von Marc Shaiman u. a., Heathers (2010) von Laurence O’Keefe und Kevin Murphy, Dear Evan Hansen (2015) von Benj Pasek und Justin Paul, School of Rock (2015) von Andrew Lloyd Webber, Glenn Slater und Julian Fellowes sowie Mean Girls (2017) von Jeff Richmond, Nell Benjamin und Tina Fey. Musicals gehören zum Kernbestand der Arbeiten, die von den Theater-AGs (engl. drama clubs) amerikanischer High Schools einstudiert und aufgeführt werden.

## Nichtfiktionale Literatur

### Essay
Der Essay ist eine Literaturform, die durch Autoren wie Ralph Waldo Emerson, Henry James, T. S. Eliot, William Faulkner, Langston Hughes, Robert Hayden, Arthur Miller, Isaac Asimov, Norman Mailer, James Baldwin, Flannery O’Connor, Gore Vidal, Susan Sontag, Joan Didion und Christopher Hitchens in den Vereinigten Staaten besondere Bedeutung erlangt hat. Trotzdem und obwohl das Schreiben von Essays im Englischunterricht der High Schools neben dem Studium literarischer Werke eine zentrale Stellung einnimmt, ist der Essay innerhalb der Jugendliteratur eine Gattung, die wie die Lyrik, die Dramatik und die Short Story häufig übersehen wird. Ein einschlägiges Beispiel für eine Essaysammlung ist der von Amber J. Keyser zusammengestellte Band The V-Word: True Stories about First-Time Sex (2016). Häufiger als in reinen Aufsatzsammlungen findet man Essays für adoleszente Leser allerdings in gemischten Anthologien, die diese Textform neben anderen Kleinformen versammeln, wie etwa im Falle von Rookie on Love (2018, herausgegeben von Tavi Gevinson). Weitere Beispiele sind What are You? Voices of Mixed Race Young People (1999, herausgegeben von Pearl Fuyo Gaskins), The Full Spectrum: New Generation of Writing about LGBTQ and Other Identities (2006, herausgegeben von David Levithan und Billy Merrell) und Bookmarked: Teen Essays on Life and Literature from Tolkien to Twilight (2012, herausgegeben von Ann Camacho).

### Sachliteratur
Anders als bei der Erwachsenenliteratur ist der Anteil der nichtfiktionalen Literatur bei der Kinder- und Jugendliteratur relativ gering. 2017 betrug er nur knapp ein Viertel. Eines der mit den meisten Preisen ausgezeichnete Sachbücher in der Geschichte der amerikanischen Jugendliteratur ist Never to Forget: The Jews of the Holocaust (1976) des Historikers Milton Meltzer.
Seit 1989 zeichnet das National Council of Teachers of English (NCTE) herausragende nichtfiktionale Bücher für Kinder und Jugendliche mit seinem Orbis Pictus Award aus. Unter den erfolgreichsten bzw. von der Kritik am höchsten bewerteten Jugendsachbücher befinden sich viele Biografien und Memoiren (Elizabeth Partridge: This Land Was Made for You and Me: The Life and Songs of Woody Guthrie, 2002; Elizabeth Partridge: John Lennon, 2006; Stephanie Hemphill: Your Own, Sylvia: A Verse Portrait of Sylvia Plath, 2008; Deborah Heiligman: Charles and Emma: The Darwins' Leap of Faith, 2008; Tanya Thompson: Assuming Names: A Con Artist’s Masquerade, 2014; Simone Biles: Courage to Soar 2016).
Andere beschreiben historische Ereignisse (Jim Murphy: An American Plague: The Time and Terrifying Story of the Yellow Fever, 2003; Phillip Hoose: Claudette Colvin: Twice Toward Justice, 2009; James L. Swanson: Chasing Lincoln’s Killer, 2009; Albert Marrin: Flesh and Blood So Cheap, 2011; Candace Fleming: The Family Romanov: Murder, Rebellion, and the Fall of Imperial Russia, 2014; Steve Sheinkin: Most Dangerous: Daniel Ellsberg and the Secret History of the Vietnam War, 2015; Dashka Slater: The 57 Bus: A True Story of Two Teenagers and the Crime That Changed Their Lives, 2017).
Ein besonders populäres Genre innerhalb der nicht-fiktionalen Jugendliteratur sind daneben Motivationsbücher wie Chicken Soup for the Teenage Soul (1997) von Jack Canfield u. a. und Girling Up: How to Be Strong, Smart and Spectacular (2017) von Mayim Bialik.